# Группа советских войск в Германии
Гру́ппа сове́тских войск в Герма́нии (ГСВГ; нем. Gruppe der Sowjetischen Streitkräfte in Deutschland, GSSD; англ. Group of Soviet Forces in Germany, GSFG) — оперативно-стратегическое формирование (группа) войск (сил) Вооружённых сил СССР, дислоцировавшееся в ГДР. Крупнейшее в мире оперативно-стратегическое объединение вооружённых сил за рубежом. Входило в состав Вооружённых сил СССР (1945—1992), Объединённых Вооружённых сил СНГ (1992) и Вооружённых сил Российской Федерации (1992—1994). Управление — город Вюнсдорф (до 1946 года — Потсдам).
За время существования Группа имела следующие наименования:
|           |       |                                                 |      |                                                          |       |                                              |  |  |
| 1945—1954 | ГСОВГ | Группа советских оккупационных войск в Германии | GSBD | Gruppe der Sowjetischen Besatzungstruppen in Deutschland | GSOFG | Group of Soviet Occupation Forces in Germany |  |  |
| 1954—1989 | ГСВГ  | Группа советских войск в Германии               | GSSD | Gruppe der Sowjetischen Streitkräfte in Deutschland      | GSFG  | Group of Soviet Forces in Germany            |  |  |
| 1954—1989 | ГСВГ  | Группа советских войск в Германии               | GSTD | Gruppe der Sowjetischen Truppen in Deutschland           | GSFG  | Group of Soviet Forces in Germany            |  |  |
| 1989—1994 | ЗГВ   | Западная группа войск                           | WGT  | Westgruppe der Truppen, Heeresgruppe West                | WGF   | Western Group of Forces                      |  |  |

## История

### Создание

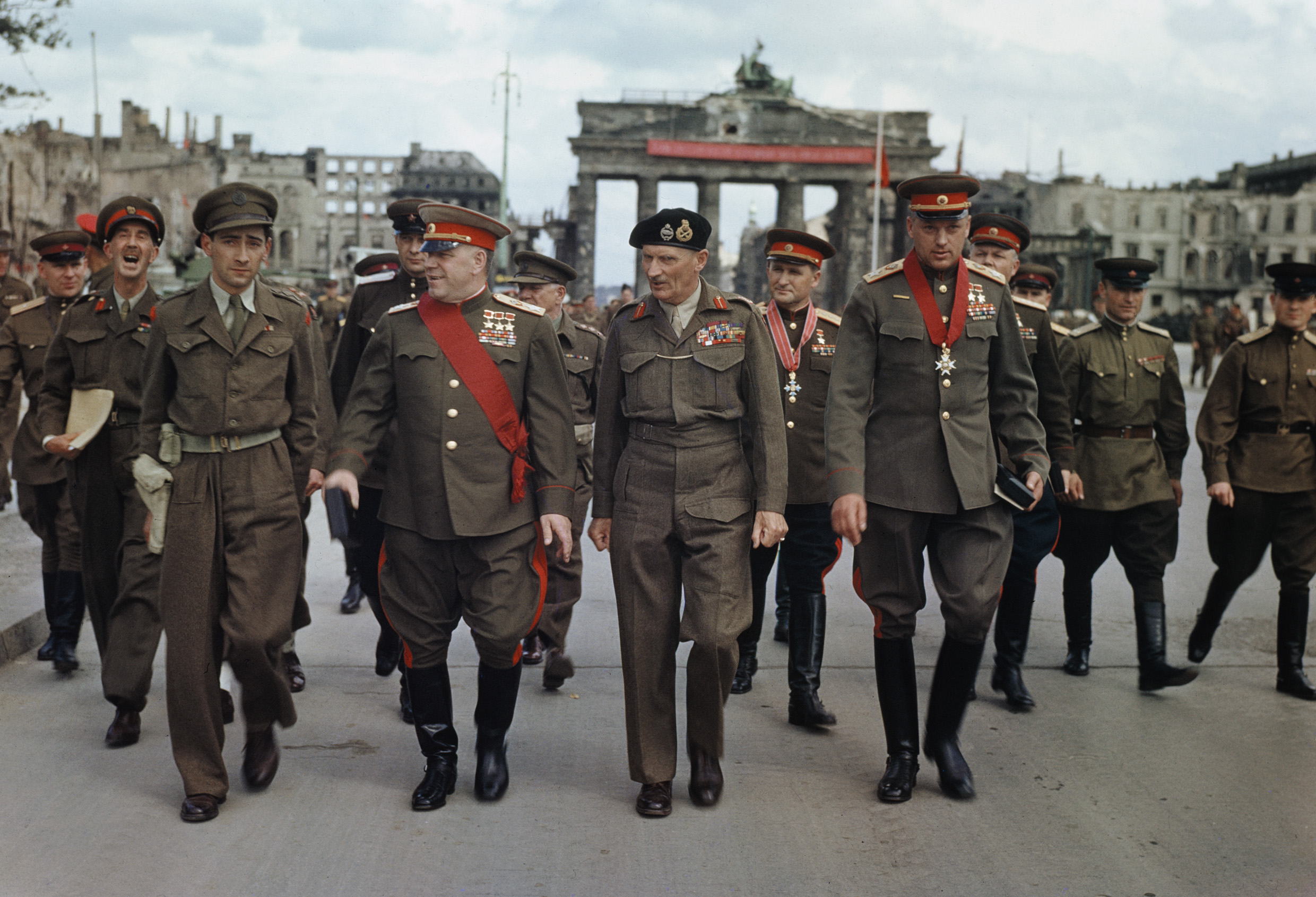
Главнокомандующий ГСОВГ Маршал Советского Союза Г. К. Жуков, фельдмаршал Монтгомери, 1-й заместитель Главнокомандующего ГСОВГ генерал армии В. Д. Соколовский, Главнокомандующий СГВ Маршал Советского Союза К. К. Рокоссовский, 12 июля 1945 года, Берлин, у Бранденбургских ворот

Место дислокации частей Группы войск — Советская зона оккупации Германии,
с 1949 года — ГДР

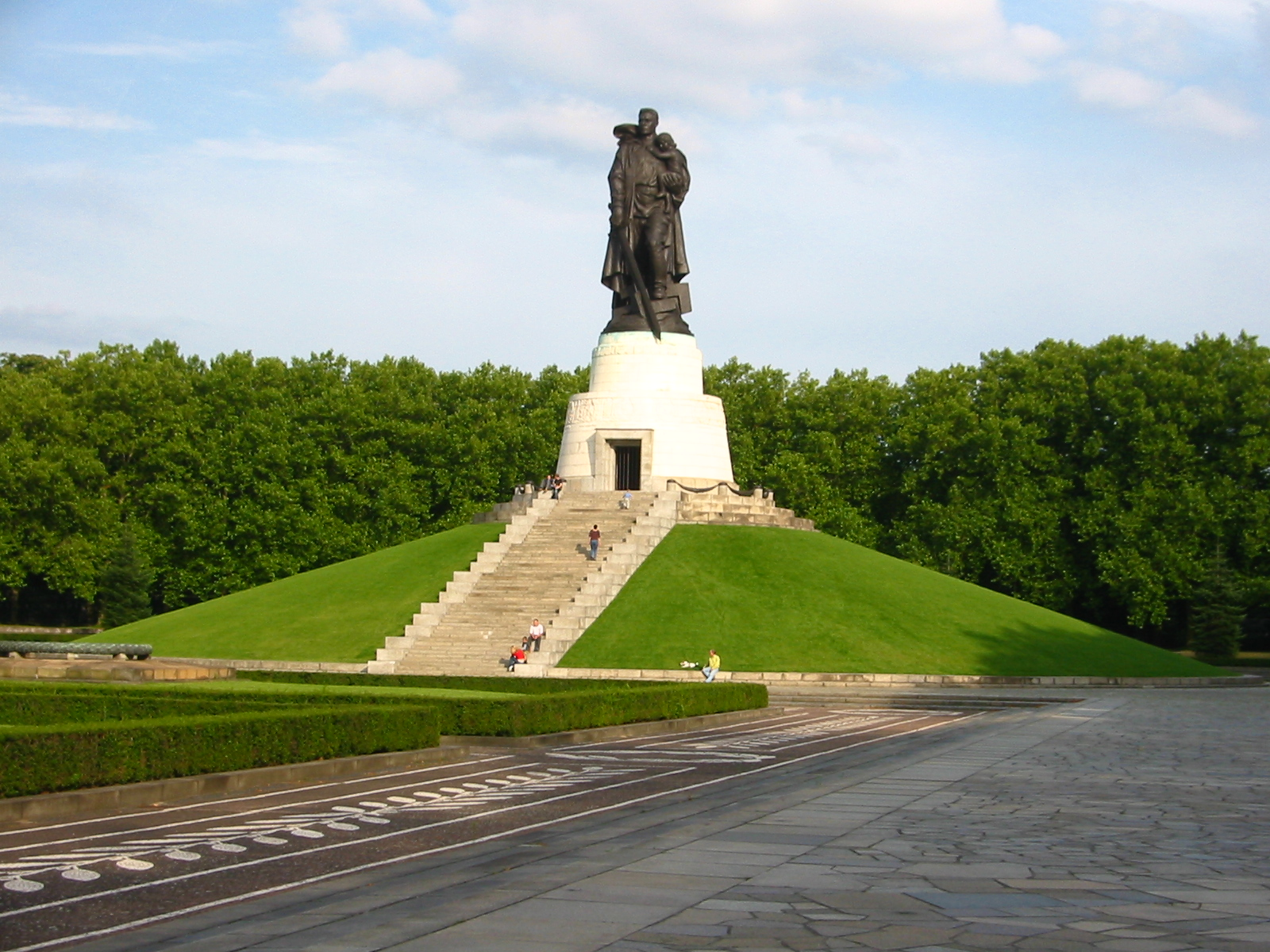
Неофициальный символ ГСВГ — Воин-освободитель
в Трептов-парке

Группа советских оккупационных войск в Германии (ГСОВГ) была создана после победы СССР и антигитлеровской коалиции в Великой Отечественной войне и безоговорочной капитуляции Германии, на основании Директивы Ставки Верховного Главнокомандования № 11095 от 29 мая 1945 года. В состав группы вошли войска 1-го Белорусского, 2-го Белорусского и 1-го Украинского фронтов. Одновременно с Группой войск в Германии, на освобождённых СССР территориях были созданы Центральная группа войск в Австрии, Венгрии, Чехословакии и Северная группа войск в Польше.
10 июня 1945 года Группа советских оккупационных войск приступила к осуществлению своих функций на территории Германии. Маршал Советского Союза Георгий Константинович Жуков стал её первым Главнокомандующим и одновременно Главноначальствующим Советской военной администрации в Германии, учреждённой СНК СССР.
Зона советской оккупации в Германии составляла 107 тысяч 500 квадратных километров с населением 18 миллионов 559 тысяч человек.
Первоначально штаб Группы войск размещался в Потсдаме, а в 1946 году был переведён в пригород Берлина — Вюнсдорф, где находился всё дальнейшее время существования Группы. Вопросы размещения войск Группы (нескольких сот соединений и частей) решались, в основном, за счёт использования бывших мест базирования вермахта.

### Существование

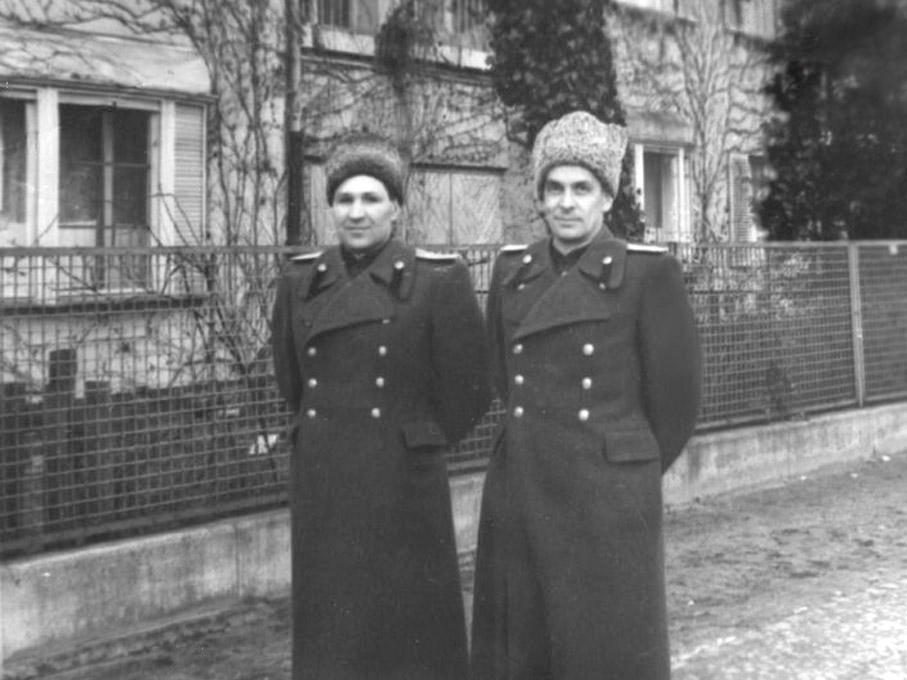
Офицеры Группы советских войск в Германии. 1951 год

Сразу после создания решались вопросы обустройства войск, укрепления воинской дисциплины и повышения боеготовности. В первые послевоенные годы Группа привлекалась к охране границы советской зоны оккупации и принимала участие в осуществлении мероприятий, проводимых Советской военной администрацией, направленных на обеспечение необходимых условий для ликвидации последствий фашистского режима и милитаризации в Германии.
Численность Группы в результате послевоенной мобилизации составила к 1949 году 2 миллиона 900 тысяч человек, в 1980-е годы — превышала 500 тысяч человек. Со временем ударная наступательная группировка Советской армии ВС СССР, расквартированная на территории ГДР, способная, по замыслам советских военных стратегов, нанести кинжальный танковый удар по войскам НАТО и «прошить» Западную Европу до Ла-Манша, превратилась в государство в государстве. Группа имела собственные заводы, объекты инфраструктуры, подсобные хозяйства, школы для офицерских детей, пионерские лагеря, санатории, торговую сеть, дома офицеров, телевизионные центры, комбинаты бытового обслуживания — в каждом гарнизоне, клубы — в каждой воинской части, военные ансамбли песни и пляски, до 1960-х годов — собственный Драматический театр.
Главнокомандующий Группой являлся одновременно Главноначальствующим Советской военной администрации в Германии (1945—1949), обладающей всей полнотой власти в Советской зоне оккупации и Председателем Советской контрольной комиссии в Германии (1949—1953), осуществляющей контрольные функции на территории образованной 7 октября 1949 года Германской Демократической Республики.
«Группа советских войск в Германии 1970-х годов действительно была способна пройти всю Европу до Португалии и омыть сапоги в Бискайском заливе. Даже несмотря на заложенные американцами близ границы с ГДР ядерные фугасы»
— генерал армии
Юрий Балуевский
После упразднения надзорных функций в 1954 году Группа советских оккупационных войск в Германии с 24 марта стала именоваться Группой советских войск в Германии (ГСВГ). Правовой основой её пребывания на территории Восточной Германии являлся Договор об отношениях между СССР и ГДР 1955 года, с 1957 года также — Соглашение о временном пребывании советских войск на территории ГДР. Охрана государственной границы была передана пограничным войскам ГДР в 1957 году, а за Группой было сохранено право контроля проезда военнослужащих стран-членов НАТО в Западный Берлин.
Основная задача Группы заключалась в том, чтобы обеспечить защиту западных рубежей СССР от внешних угроз и сокрушить любого противника. Группа войск была оснащена самой совершенной и современной боевой техникой и оружием, в том числе ядерным. В 1979 году в ГСВГ вводятся десантно-штурмовые подразделения. На середину 1980-х годов ГСВГ имела на вооружении 7700 танков, из которых 5700 состояли на вооружении 11 танковых и 8 мотострелковых дивизий, а ещё 2000 машин находились в отдельных (учебных) танковых полках, в резерве и на ремонтных предприятиях. Из этого количества на середину 1980-х годов танков Т-62 было более тысячи машин.
С 1984 по 1988 год Группа имела на вооружении оперативно-тактические ракеты повышенной (до 900 км) дальности «Темп-С» и оперативно-тактический ракетный комплекс «Ока» с дальностью пуска до 400 км. Все они были выведены из Группы к 1988 году, в рамках объявленного руководством СССР одностороннего плана сокращения Вооружённых Сил СССР.
Группа войск относилась к первому стратегическому эшелону (войскам прикрытия). Воинские соединения Группы, в случае начала войны вероятным противником, должны были удержаться на линии границы, до мобилизации всех Вооружённых сил СССР и вооружённых сил государств-участников Варшавского договора.

Соотношение сил ОВД и НАТО
на 1973 год

С 1984 по 1992 год Группа войск непосредственно подчинялась Главному командованию войск Западного направления (штаб — Легница, ПНР). К 1991 году имущество Группы войск оценивалось в 30 миллиардов западногерманских марок. Группа войск располагала 36290 зданиями и сооружениями в 777 военных городках. Более 21 тысячи объектов были построены на средства Советского Союза.
На 19 ноября 1990 года на вооружении находилось: 4,1 тыс. танков (включая 3 тыс. новых машин Т-80Б), около 8 тыс. боевых бронированных машин (БМП-2, БМП-1, БРМ-1К и БТР-60), около 3,6 тыс. артиллерийских систем (включая САУ, в том числе 2С1 «Гвоздика», 2СЗ «Акация» и 2С5 «Гиацинт»), миномётов (2С12 «Сани») и РСЗО (в том числе по 18 РСЗО БМ-21 «Град» в каждой дивизии), 390 боевых и 315 транспортных вертолётов (в том числе Ми-24, Ми-8, Ми-6), тактические ракетные комплексы «Точка».
На 1 января 1991 года в составе Группы находились 337,8 тыс. военнослужащих (с учётом членов их семей и служащих — 546 200 человек). Офицеры, прапорщики, сверхсрочнослужащие и вольнонаёмные получали двойное денежное довольствие. В марках ГДР (выплачивалась по месту службы) и в советских рублях (перечислялась на сберегательный счёт в СССР). Сержанты и солдаты, проходившие службу по призыву, получали денежное довольствие в марках ГДР.
Материально-техническое и продовольственное обеспечение Группы осуществлялось в основном с территории СССР железнодорожным, воздушным и водным транспортом. Военнослужащие по призыву, как и увольняемые в запас перебрасывались самолётами «Аэрофлота». В отпуск на территорию СССР военнослужащие и члены их семей убывали поездами «Эрфурт — Брест» и «Вюнсдорф — Москва».
Среди соединений и частей Группы 139 были гвардейскими, 127 носили почётные наименования, 214 были награждены орденами.
Группа советских войск в Германии была знаменитой кузницей кадров: будущие министры обороны СССР, стран СНГ, начальники Генштаба, главкомы, большинство маршалов, генералов, высший офицерский состав СССР, России и стран СНГ прошли школу обучения и воспитания в Германии. В ГСВГ готовность к войне всегда была постоянной и проверялась круглосуточно.
На протяжении всего периода существования Группа была крупнейшим войсковым объединением советских войск, дислоцированном в непосредственном соприкосновении с вооружёнными силами НАТО. В Группе войск, в каждом её гарнизоне складывался свой особый образ жизни, свои традиции, своя атмосфера, более высокий уровень культуры и благосостояния, чем во внутренних военных округах СССР.
Всего за время существования Группы войск в ней прошли службу 8,5 миллиона граждан Советского Союза. В Группе в разные годы проходили службу 1171 Герой Советского Союза, 26 человек были удостоены этого звания дважды, а два — трижды (Георгий Жуков и Иван Кожедуб).

### Участие в конфликтах

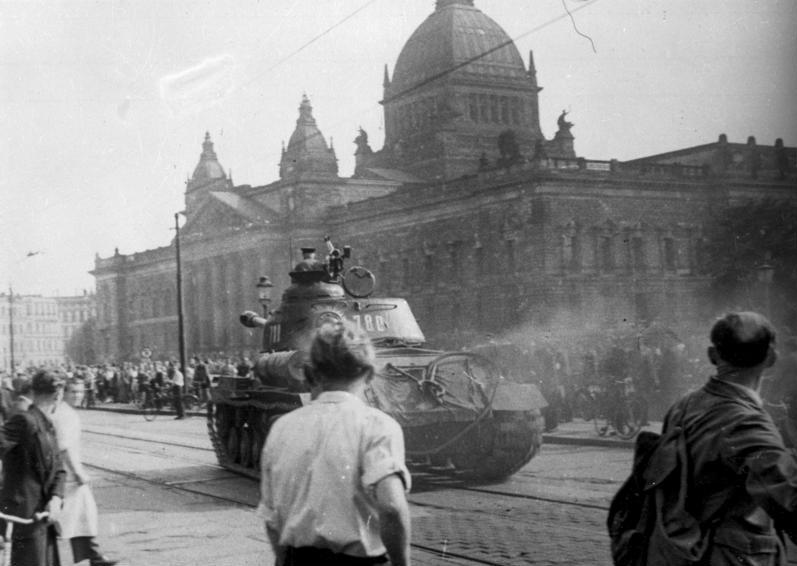
Танки Группы в Лейпциге,
17 июня 1953 года

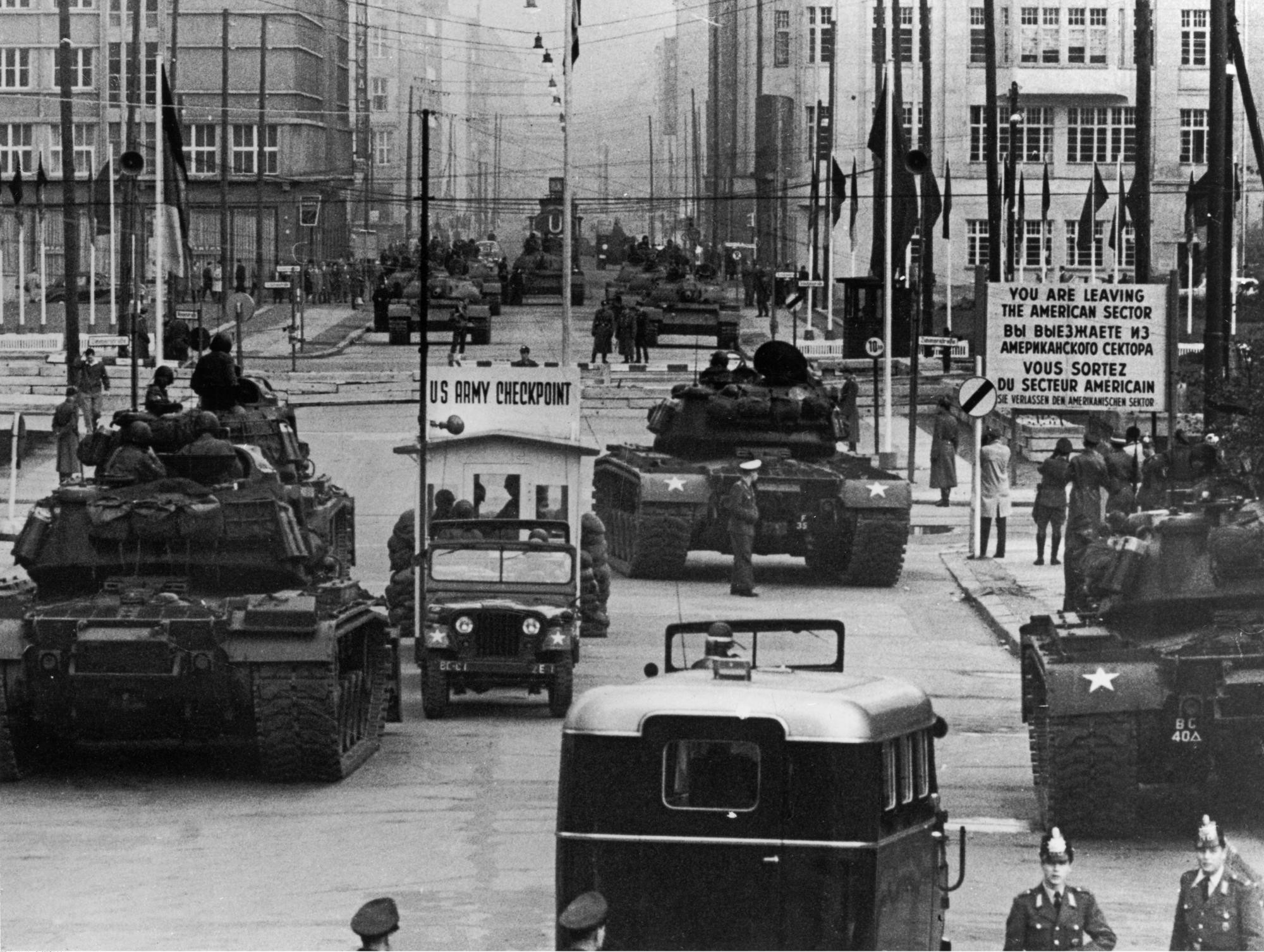
Советские и американские танки стоят друг против друга.
Берлин, октябрь 1961 года

Неоднократно ГАСВГ (ГСВГ) оказывалась в ситуации прямого противостояния с бывшими союзниками по антигитлеровской коалиции. Особенно жёстко оно проявлялось в период Берлинских кризисов 1948—1949, 1953 и 1961 годов. Своей боевой мощью Группа способствовала признанию паритета СССР в военной области, политике разрядки и выступала как фактор сдерживания.
В 1968 году части Группы принимали участие в Операции «Дунай» (ввод войск на территорию Чехословакии). 1 августа 1968 года, силами семи дивизий 1-й гвардейской танковой и 20-й гвардейской общевойсковой армий, 16-й воздушной армии, войска ГСВГ были введены в Чехословакию. В операции участвовали: 9-я гвардейская танковая дивизия, 11-я гвардейская танковая дивизия, 6-я гвардейская мотострелковая дивизия, 14-я гвардейская мотострелковая дивизия, 20-я гвардейская мотострелковая дивизия, 27-я гвардейская мотострелковая дивизия и 35-я мотострелковая дивизия, располагавшие 2 тысячами танков и 2 тысячами бронетранспортёров. По завершении операции «Дунай» соединения ГСВГ вернулись к местам своей дислокации на территории ГДР. Боевые и не боевые потери Группы составили 34 человека.

### Вывод войск и расформирование
За сорок девять лет нахождения наших войск в Германии мы никогда никого не устрашали, но и никого не боялись. Являясь самой мощной группировкой Советских и Российских Вооружённых сил, Западная группа честно выполняла свою историческую миссию по обеспечению мира и стабильности в Европе. Ещё неизвестно, как бы сложилось послевоенное устройство мира, не будь советских войск в Германии, Чехословакии, Венгрии и Польше.
— 16-й Главком Группы, генерал-полковник М. П. Бурлаков

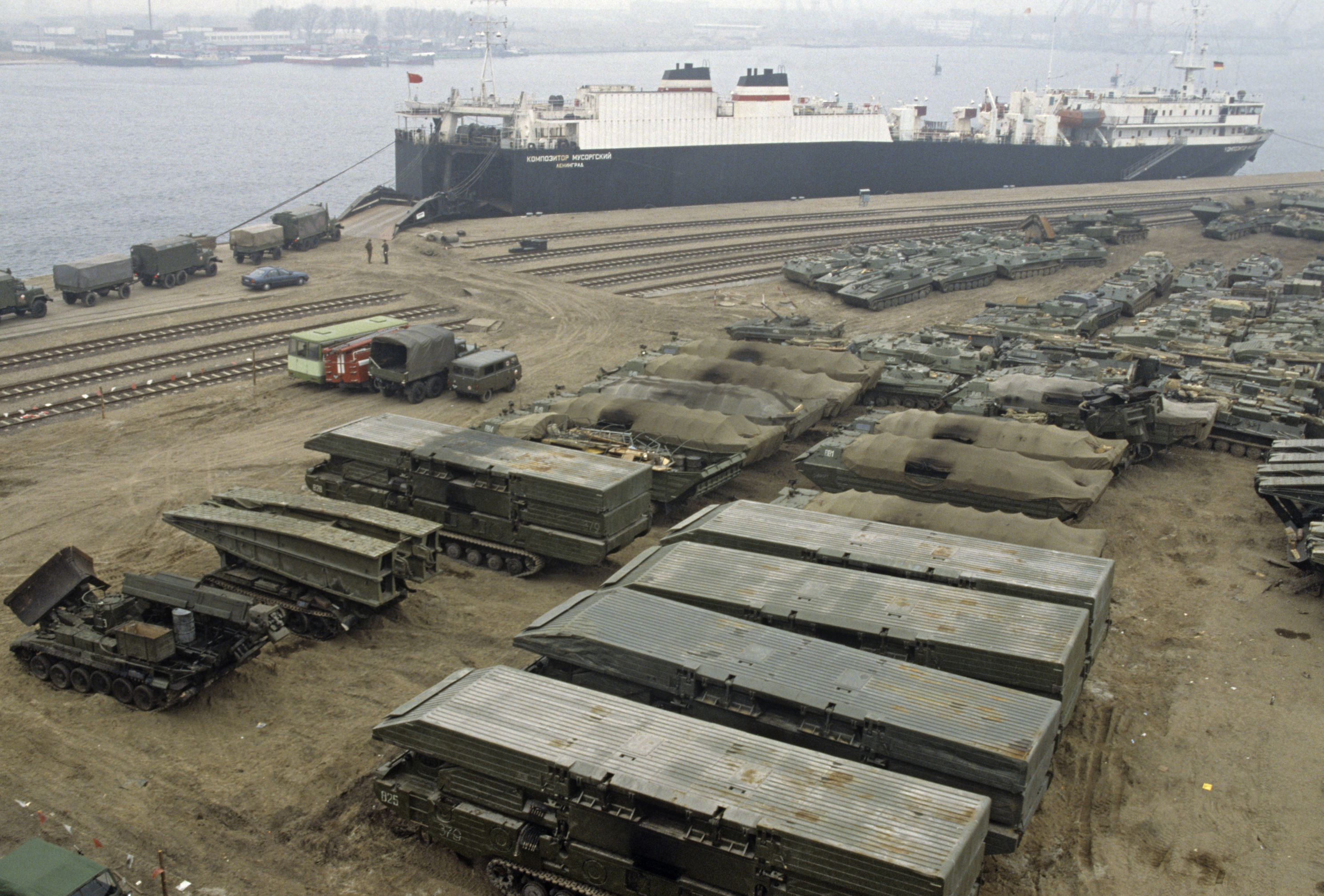
Погрузка военной техники на паром «Композитор Мусоргский».
Росток, март 1991 года.

В 1989 году, в рамках объявленного М. С. Горбачёвым плана одностороннего сокращения Вооружённых Сил СССР, из ЗГВ вывели и расформировали 25-ю и 32-ю гвардейские танковые дивизии из состава 20-й гвардейской армии, два отдельных танковых полка, восемь отдельных батальонов, в том числе четыре десантно-штурмовых. 1 июля 1989 года ГСВГ была переименована в Западную группу войск.
После внезапного падения Берлинской стены 8 ноября 1989 года, начал стремительно развиваться процесс объединения двух Германий — ГДР и ФРГ, а после объединения Германии в 1990 году, с подписанием 12 сентября 1990 года министрами иностранных дел ФРГ, ГДР, СССР, США, Франции и Великобритании «Договора об окончательном урегулировании в отношении Германии», пребывание советских войск на территории объединённой Германии стало определяться как «временное», а планомерный вывод их должен был быть осуществлён до 1994 года включительно. Бывший министр обороны СССР Дмитрий Язов оценил вывод войск из Восточной Европы как предательство со стороны Михаила Горбачёва и Эдуарда Шеварднадзе.

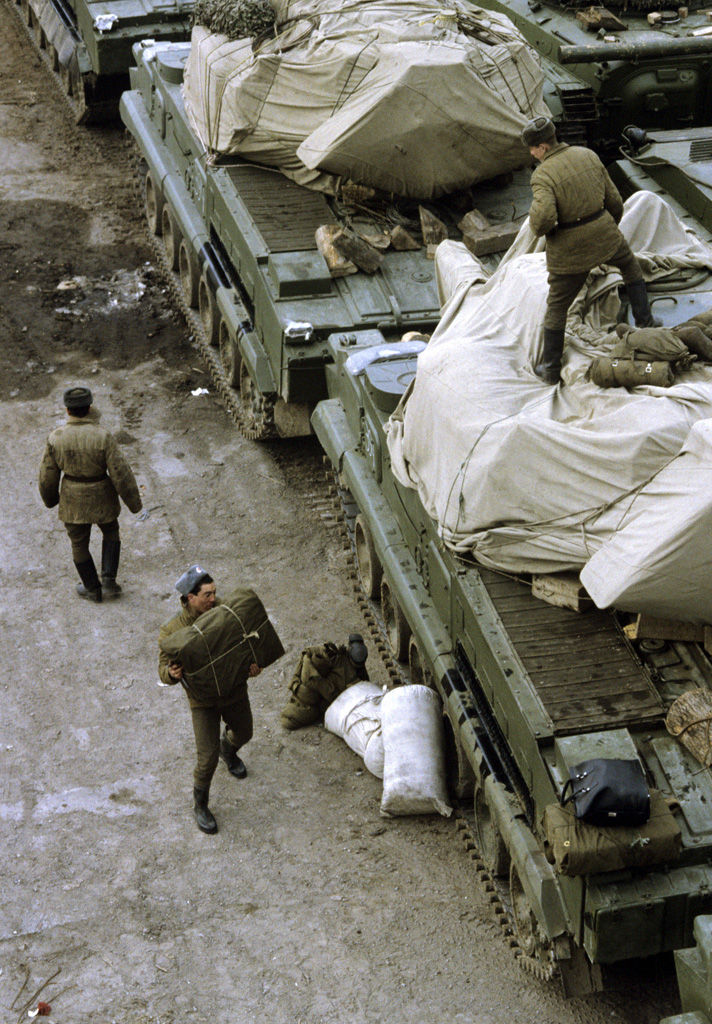
Подготовка части к отправке в СССР.
Потсдам, март 1991 года

«В ЗГВ были все на подбор.
И наказы отцов чтили свято.
Если б были мы там до сих пор,
Неизвестно, где было бы НАТО!»
На 1990 год было запланировано вывести из Германии в СССР 7-ю и 12-ю гвардейские танковые дивизии из состава 3-й общевойсковой армии.
Весь запас ядерных боеприпасов был вывезен с территории Германии на территорию СССР до 24 июня 1991 года. После распада СССР Указом Президента России от 4 марта 1992 года ЗГВ перешла под юрисдикцию Российской Федерации, взявшую на себя обязательства по дальнейшему выводу войск. В 1992 году финансирование Группы было резко сокращено до 19,8 миллиона марок (в 1991 году составляло 820 миллиона марок).
Пик беспрецедентного в военной практике мероприятия по ликвидации Западной группы войск пришёлся на 1992 и 1993 годы, то есть на период уже после распада СССР. Согласно договорённости президента России Бориса Ельцина с канцлером Германии Гельмутом Колем, срок вывода войск был сокращён на четыре месяца. Расформирование военных комендатур было закончено только в 2002 году. Так, расформированная военная комендатура № 86 города Магдебурга перешла в ведение 4-й армии ПВО (г. Екатеринбург) лишь в июле 2002 года.
За 3 года и 8 месяцев из Германии в Россию, другие страны СНГ были выведены: 6 армий (1-я и 2-я гвардейская танковые армии; 8-я гвардейская, 3-я и 20-я общевойсковые армии, 16-я воздушная армия). В их числе: 22 дивизии (8 мотострелковых, 8 танковых, 1 артиллерийская, 5 авиационных), 49 бригад, 42 отдельных полка, а также 123 629 единиц вооружения и боевой техники: 4288 танков, 8208 боевых бронированных машин, 3664 орудия и миномёта, 105 144 единицы автомобильной и другой техники, 1374 самолёта и вертолёта.
Вывезены 2 754 530 тонн материальных средств, в том числе 677 000 тонн боеприпасов.

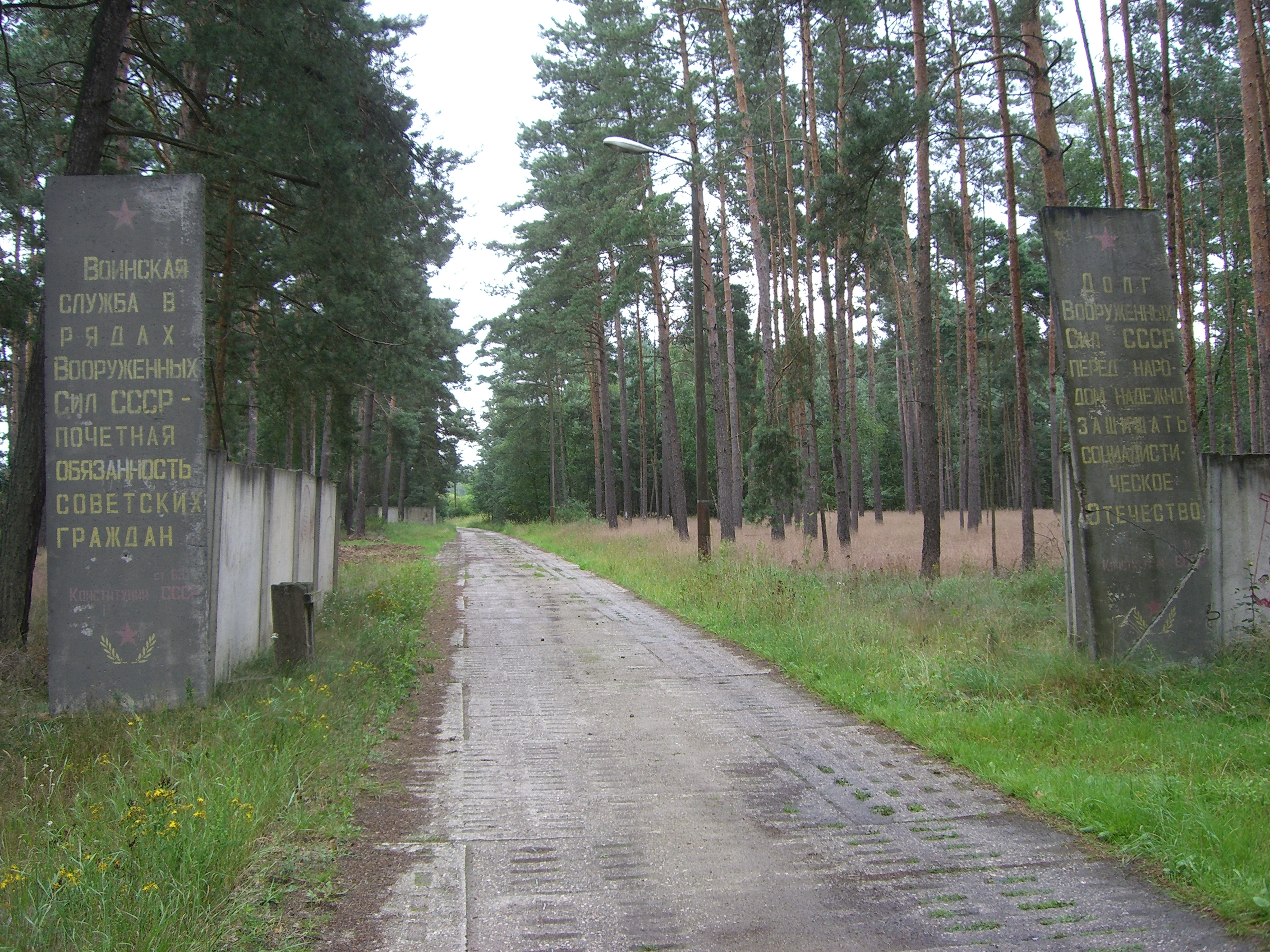
Бывшее расположение войсковой части в Шёневальде, где находилось хранилище ядерных боеголовок

Из Германии на историческую Родину, то есть на территорию постсоветского пространства, вернулись 546 200 человек: 338 800 военнослужащих, 207 400 рабочих и служащих, членов семей, служивших и работавших в составе ЗГВ.
По сообщениям иностранной прессы, большое количество вооружения и военной техники в работоспособном состоянии «исчезло» в неизвестном направлении в процессе вывода войск и вскоре было обнаружено в странах третьего мира (по утверждениям западных СМИ имели место массовые случаи хищения и несанкционированной продажи зарубежным заказчикам техники на ходу, только недавно поступившей с заводов, но списанной в утиль и металлолом). Указанное журналистское расследование получило название «дело об исчезнувших танках», хотя исчезли не только танки. Проводились проверки фактов коррупции в группировке. В частности, государственный инспектор РФ Юрий Болдырев выявил, что старшие офицеры ЗГВ нелегально перевели на банковские счета в США, Швейцарии и Финляндии около 17 миллионов немецких марок, а также безосновательно предоставили банковские гарантии на сумму свыше 48 миллионов марок 13 иностранным фирмам, что позволило по крайней мере трём из них без всякой поставки товаров снять около 13 миллионов марок с расчетных счетов. В связи с этим Болдырев требовал отставки командующего ЗГВ генерала Матвея Бурлакова.
На момент начала вывода войск на вооружении у группы было около 5000 танков, до 10 000 бронемашин, около 1500 самолётов и вертолётов. Для вывоза имущества группы в Россию в 1991—1994 годах потребовалось 131 703 вагона, перевёзших 2,6 млн тонн материальных средств. Стоимость недвижимого имущества ЗГВ (жилые и складские помещения, заводы, торговые предприятия и т. п.), по оценкам СМИ, достигала около $28 млрд). В течение 1991—1992 годов руководство Министерства обороны России передало значительное число этих объектов на баланс гражданским коммерческим организациям. В результате из всей недвижимости, ранее находившейся в распоряжении группы, немецкой стороне было передано 21 111 зданий в 777 военных городках. Российские эксперты оценили стоимость компенсации за это имущество около $7,35 млрд. Немецкие власти настаивали на встречной компенсации — за экологический и имущественный ущерб. В результате переговоров российская сторона получила в качестве компенсации лишь $385 млн.
Прощальный военный парад в честь вывода Западной группы войск состоялся 12 июня 1994 года в Вюнсдорфе, а 31 августа 1994 года, с участием президента России Бориса Ельцина и канцлера Германии Гельмута Коля — перед памятником советскому воину-освободителю в Трептов-парке в Берлине.
Западная группа войск прекратила существование 31 августа 1994 года. Соединения и части были выведены фактически «в чистое поле». Большинство прославленных частей, соединений и объединений после возвращения из Германии на территорию России и других бывших республик СССР было расформировано.

## Командование ГСОВГ — ГСВГ — ЗГВ

### Главнокомандующие и командующие

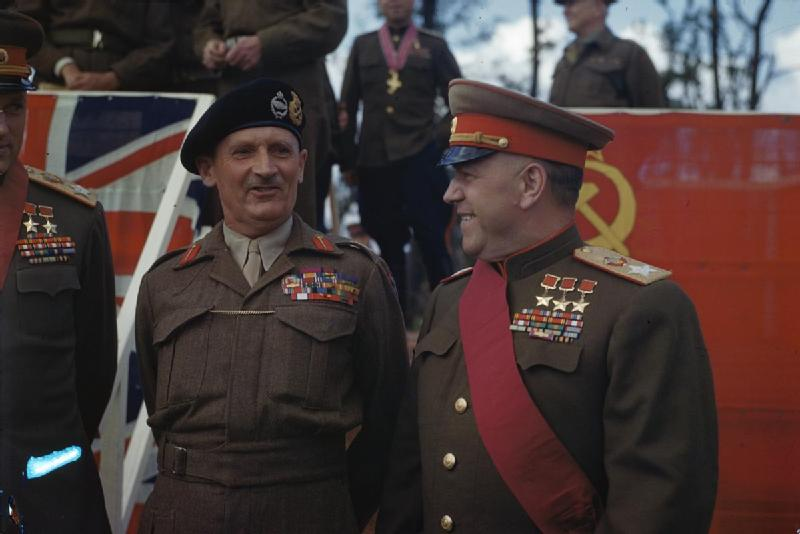
Первый Главком ГСОВГ (1945—1946) Г. К. Жуков с фельдмаршалом Монтгомери. Берлин, 12 июля 1945 года

- Жуков Георгий Константинович, Маршал Советского Союза (9 июня 1945 — 21 марта 1946)[19]
- Соколовский Василий Данилович, генерал армии, с июня 1946 Маршал Советского Союза (21 марта 1946 — 31 марта 1949)
- Чуйков Василий Иванович, генерал армии (31 марта 1949 — 26 мая 1953)
- Гречко Андрей Антонович, генерал-полковник, с августа 1953 генерал армии, с марта 1955 Маршал Советского Союза (26 мая 1953 — 16 ноября 1957)
- Захаров Матвей Васильевич, генерал армии, с мая 1959 Маршал Советского Союза (16 ноября 1957 — 14 апреля 1960)
- Якубовский Иван Игнатьевич, генерал-полковник, с августа 1962 генерал армии (14 апреля 1960 — 9 августа 1961; 18 апреля 1962 — 26 января 1965)
- Конев Иван Степанович, Маршал Советского Союза (9 августа 1961 — 18 апреля 1962)
- Кошевой Пётр Кириллович, генерал армии, с апреля 1968 Маршал Советского Союза (26 января 1965 — 31 октября 1969)
- Куликов Виктор Георгиевич, генерал-полковник, с апреля 1970 генерал армии (31 октября 1969 — 13 сентября 1971)
- Куркоткин Семён Константинович, генерал-полковник (13 сентября 1971 — 19 июля 1972)
- Ивановский Евгений Филиппович, генерал-полковник, с ноября 1972 генерал армии (19 июля 1972 — 25 ноября 1980)
- Зайцев Михаил Митрофанович, генерал армии (25 ноября 1980 — 6 июля 1985)
- Лушев Пётр Георгиевич, генерал армии (6 июля 1985 — 11 июля 1986)
- Беликов, Валерий Александрович, генерал армии (11 июля 1986 — 12 ноября 1987)
- Снетков Борис Васильевич, генерал армии (26 ноября 1987 — 28 ноября 1990)
- Бурлаков Матвей Прокопьевич, генерал-полковник (13 декабря 1990 — 31 августа 1994)

### Начальник тыла, Интендант
- Шебунин, Александр Иванович , генерал-полковник (август 1945 — ? 1949)

### Члены Военного совета
- Телегин, Константин Фёдорович, генерал-лейтенант (июнь 1945 — апрель 1946)
- Макаров, Василий Емельянович, генерал-лейтенант (апрель 1946 — июнь 1948)
- Пономарёв, Иван Михайлович, генерал-лейтенант (июнь 1948 — июль 1949)
- Пронин, Алексей Михайлович, генерал-лейтенант (июль 1940 — июль 1950)
- Пигурнов, Афанасий Петрович, генерал-лейтенант (июль 1950 — июнь 1953)
- Крайнюков, Константин Васильевич, генерал-лейтенант (июнь — ноябрь 1953)
- Ефимов, Павел Иванович, генерал-лейтенант (ноябрь 1953 — май 1958)
- Васягин, Семён Петрович, генерал-полковник (май 1958 — ноябрь 1967)
- Мальцев, Евдоким Егорович, генерал-полковник (ноябрь 1967 — декабрь 1971)
- Медников, Иван Семёнович, генерал-лейтенант, с ноября 1973 генерал-полковник (декабрь 1971 — январь 1981)
- Губин, Иван Архипович, генерал-полковник (январь 1981 — июль 1982)
- Лизичев, Алексей Дмитриевич, генерал-полковник (июль 1982 — август 1985)
- Моисеев, Николай Андреевич, генерал-полковник (август 1985 — декабрь 1989)
- Колиниченко, Алексей Николаевич, генерал-полковник (декабрь 1989 — декабрь 1990)
- Гребенюк, Владимир Иванович, генерал-лейтенант, с апреля 1991 генерал-полковник (декабрь 1990 — август 1991)

### Начальники штаба
- Малинин, Михаил Сергеевич, генерал-полковник (июнь 1945 — ноябрь 1948)
- Иванов, Семён Павлович, генерал-полковник (ноябрь 1948 — июнь 1952)
- Штеменко, Сергей Матвеевич, генерал армии (июнь 1952 — март 1953)
- Тарасов, Александр Павлович, генерал-лейтенант, с марта 1954 генерал-полковник (июнь 1953 — апрель 1956)
- Сидельников, Николай Павлович, генерал-лейтенант, с февраля 1958 генерал-полковник (апрель 1956 — май 1959)
- Воронцов, Герман Фёдорович, генерал-лейтенант (май 1959 — март 1961)
- Арико, Григорий Иванович, генерал-лейтенант, с апреля 1962 генерал-полковник (март 1961 — декабрь 1965)
- Турантаев, Владимир Владимирович, генерал-полковник (декабрь 1965 — июль 1970)
- Якушин, Владимир Захарович, генерал-лейтенант, с декабря 1972 генерал-полковник (июль 1970 — апрель 1974)
- Гринкевич, Дмитрий Александрович, генерал-лейтенант, с февраля 1976 генерал-полковник (апрель 1974 — июнь 1981)
- Свиридов, Иван Васильевич, генерал-лейтенант, с октября 1981 генерал-полковник (июнь 1981 — июнь 1984)
- Кривошеев, Григорий Федотович, генерал-полковник (июнь 1984 — январь 1987)
- Фёдоров, Алексей Константинович, генерал-лейтенант (март 1987 — март 1988)
- Фурсин, Валерий Иванович, генерал-лейтенант (март 1988 — апрель 1990)
- Кузнецов, Леонтий Васильевич, генерал-лейтенант (май 1990 — сентябрь 1991)
- Подгорный, Игорь Иванович, генерал-майор, с октября 1991 генерал-лейтенант (сентябрь 1991 — февраль 1993)
- Терентьев, Антон Владимирович, генерал-лейтенант, с июня 1994 генерал-полковник (февраль 1993 — август 1994)

### Первые заместители главнокомандующего группой войск
- Соколовский, Василий Данилович, генерал армии (июнь 1945 — март 1946)
- Курочкин, Павел Алексеевич, генерал-полковник (май 1946 — май 1947)
- Чуйков Василий Иванович, генерал-полковник, с ноября 1948 генерал армии (май 1947 — март 1949)
- Лучинский, Александр Александрович, генерал-полковник (апрель — сентябрь 1949)
- Людников, Иван Ильич, генерал-полковник (сентябрь 1949 — ноябрь 1951)
- Федюнинский, Иван Иванович, генерал-полковник (ноябрь 1951 — апрель 1954)
- Батов, Павел Иванович, генерал-полковник, с марта 1955 генерал армии (июнь 1954 — март 1955)
- Кошевой, Пётр Кириллович, генерал-полковник (июль 1955 — июль 1957)
- Якубовский, Иван Игнатьевич, генерал-полковник (июль 1957 — апрель 1960)
- Белик, Пётр Алексеевич, генерал-лейтенант (май 1960 — август 1961)
- Якубовский, Иван Игнатьевич, генерал-полковник (август 1961 — апрель 1962)
- Белик, Пётр Алексеевич, генерал-полковник (апрель 1962 — август 1966)
- Куркоткин, Семён Константинович, генерал-лейтенант, с февраля 1967 генерал-полковник (август 1966 — апрель 1968)
- Хомуло, Михаил Григорьевич, генерал-полковник (май 1968 — май 1969)
- Говоров, Владимир Леонидович, генерал-лейтенант, с апреля 1970 генерал-полковник (май 1969 — июнь 1971)
- Варенников, Валентин Иванович, генерал-лейтенант, с ноября 1972 генерал-полковник (июнь 1971 — июль 1973)
- Лушев, Пётр Георгиевич, генерал-лейтенант танковых войск (июль 1973 — июнь 1976)
- Снетков, Борис Васильевич, генерал-лейтенант танковых войск, с мая 1978 генерал-полковник танковых войск (июнь 1975 — январь 1979)
- Гордиенко, Вячеслав Митрофанович, генерал-лейтенант, с октября 1981 генерал-полковник (январь 1979 — март 1984)
- Шуралёв, Владимир Михайлович, генерал-лейтенант (март 1984 — февраль 1985)
- Калинин, Николай Васильевич, генерал-лейтенант (февраль 1985 — февраль 1986)
- Фуженко, Иван Васильевич, генерал-лейтенант (февраль 1986 — март 1988)
- Калинин, Михаил Николаевич, генерал-лейтенант (май 1988 — октябрь 1991)
- Митюхин, Алексей Николаевич, генерал-лейтенант, с декабря 1991 генерал-полковник (октябрь 1991 — июнь 1993)[20]

### Заместители главнокомандующего группой войск
- Русских, Александр Георгиевич (1903—1989) по политической части, генерал-лейтенант (1948—1954)
- Каверзнев, Михаил Кириллович (1905—1975) одновременно уполномоченный МГБ СССР в Германии, генерал-майор (ноябрь 1951 — март 1953)
- Фроленков, Андрей Григорьевич (1904—1965) по Войскам ПВО, генерал-лейтенант (1955—1958)
- Смирнов, Владимир Иванович (1908—1983) по боевой подготовке, генерал-лейтенант (май 1960 — октябрь 1965)
- Яшкин, Григорий Петрович (1922—2003) по боевой подготовке, генерал-лейтенант (ноября 1978 — ноября 1980)
- Щербаков, Леонид Иванович (1936—2021) по вооружению (1983—1985)
- Исаков, Владимир Ильич (род. 1950) по тылу, генерал-лейтенант (1992—1994)
- Шуликов, Владимир Николаевич (род. 1951) по вооружению, генерал-лейтенант (1992—1994)
- Кошелев, Виктор Алексеевич (род. 1947) по строительству и расквартированию войск, генерал-лейтенант (1992—1994)

### Заместители начальника политического управления
- Панков, Сергей Иванович (1907—1960), генерал-лейтенант (1958—1960)
- Лизичев, Алексей Дмитриевич (1928—2006), генерал-лейтенант (июль 1971 — июнь 1975)

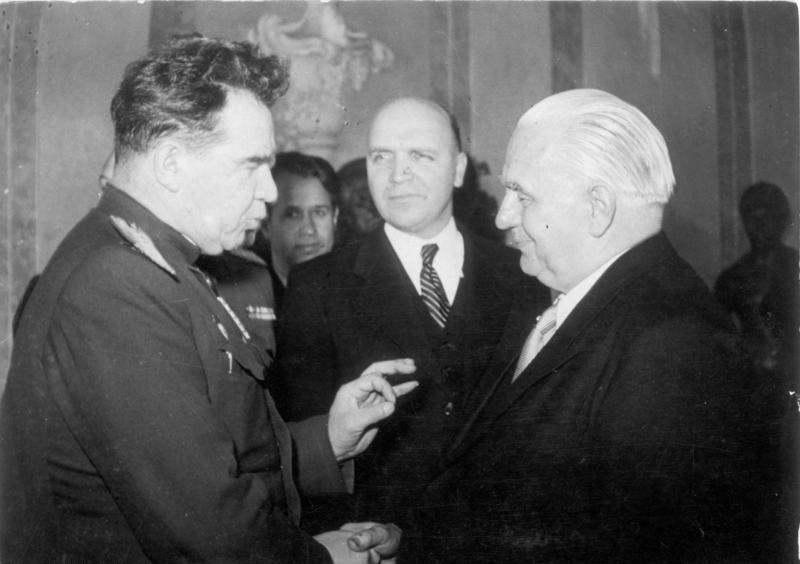
Главком ГСОВГ (1949—1953) В. И. Чуйков и президент ГДР Вильгельм Пик, 1951 год
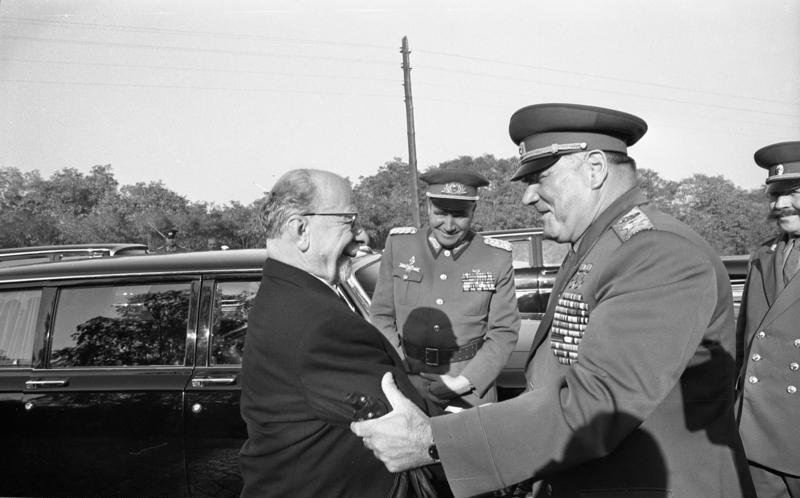
Главком ГСВГ (1960—1961; 1962—1965) И. И. Якубовский с руководителем ГДР В. Ульбрихтом, 1970 год
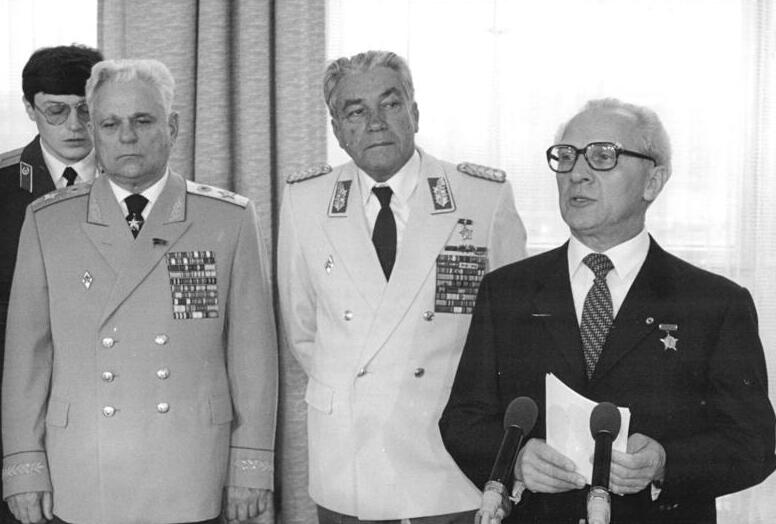
Главком ГСВГ (1972—1980) Е. Ф. Ивановский (слева), руководитель ГДР Э. Хонеккер и министр обороны ГДР Х. Гофман, 1980 год
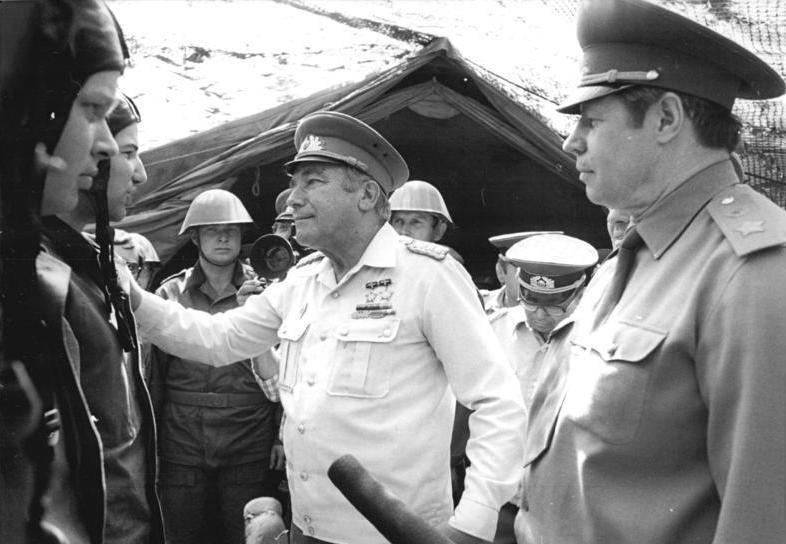
Главком ГСВГ (1980—1985) генерал армии М. М. Зайцев (справа) и министр обороны ГДР Х. Гофман, 1981 год

## Состав

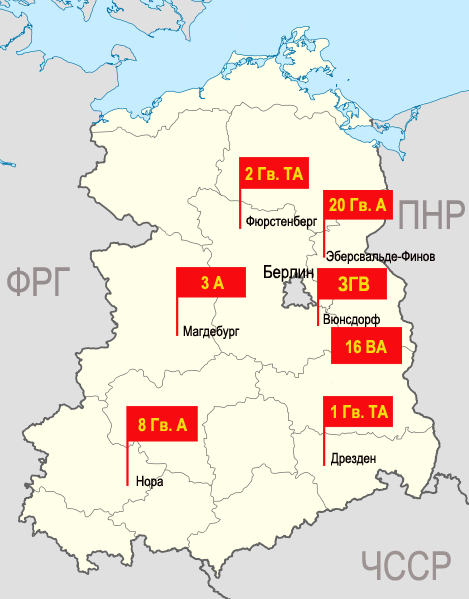
Размещение штабов армий ЗГВ
на территории бывшей ГДР
по состоянию на 1991 год

### 1945 год
На момент создания Группы (10 июня 1945 года) включала следующие армии:
- 2-я ударная армия;
- 3-я ударная армия;
- 5-я ударная армия;
- 8-я гвардейская армия;
- 47-я армия;
- 1-я гвардейская танковая армия;
- 2-я гвардейская танковая армия;
- 3-я гвардейская танковая армия;
- 4-я гвардейская танковая армия;
- 16-я воздушная армия.

### 1991 год
На момент начала вывода Группы с территории Германии, включала шесть армий:
- 1-я гвардейская танковая армия (Дрезден);
- 2-я гвардейская танковая армия (Фюрстенберг);
- 3-я общевойсковая армия (Магдебург);
- 8-я гвардейская общевойсковая армия (Нора);
- 20-я гвардейская общевойсковая армия (Эберсвальде-Финов);
- 16-я воздушная армия (Вюнсдорф).

Танковые и общевойсковые армии включали в себя по 4 дивизии, воздушная армия — 5 дивизий.

## Гимн ГСВГ

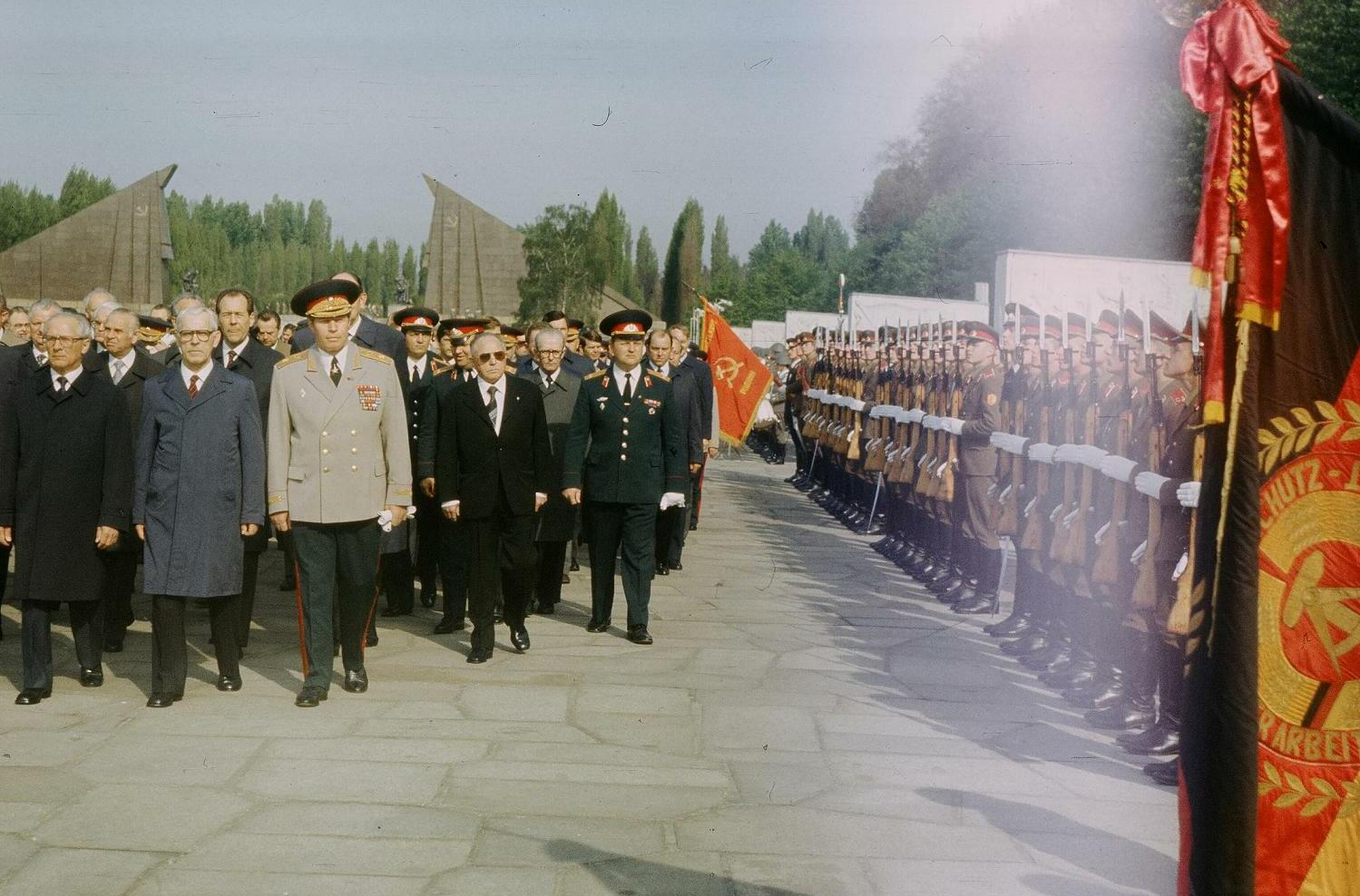
Возложение венков правительством ГДР и командованием ГСВГ в Трептов-парке. Берлин, 1982 год

Майским утром в 45-м,

Завершив с Победой трудную войну,

Пол-Земли пройдя, советские солдаты

Принесли в Берлин весну!

 ПРИПЕВ:

 А мы стоим здесь на задании,

 Всегда в дозоре боевом, за рубежом —

 Солдаты группы войск,

 советских войск в Германии —

 Покой Земли мы бережём!

Путь от Волги и до Шпрее,

Всем известно, был нелёгок и суров.

Знамя славы фронтовой над нами реет —

Знамя братьев и отцов!

 ПРИПЕВ.

Всё сумеем, всё осилим.

Ратный путь любовью к Родине согрет.

А роднее, чем любимая Россия,

Ничего на свете нет.

 ПРИПЕВ.
— Музыка: Матвей Блантер; Стихи: Владимир Андрианов

## Памятники и мемориалы
После вывода Западной группы войск на территории ФРГ осталась 17 231 могила военнослужащих группы и членов их семей. В межгосударственных договорённостях между Россией и Германией определено, что в ФРГ эти захоронения и памятники находятся под защитой германских законов.

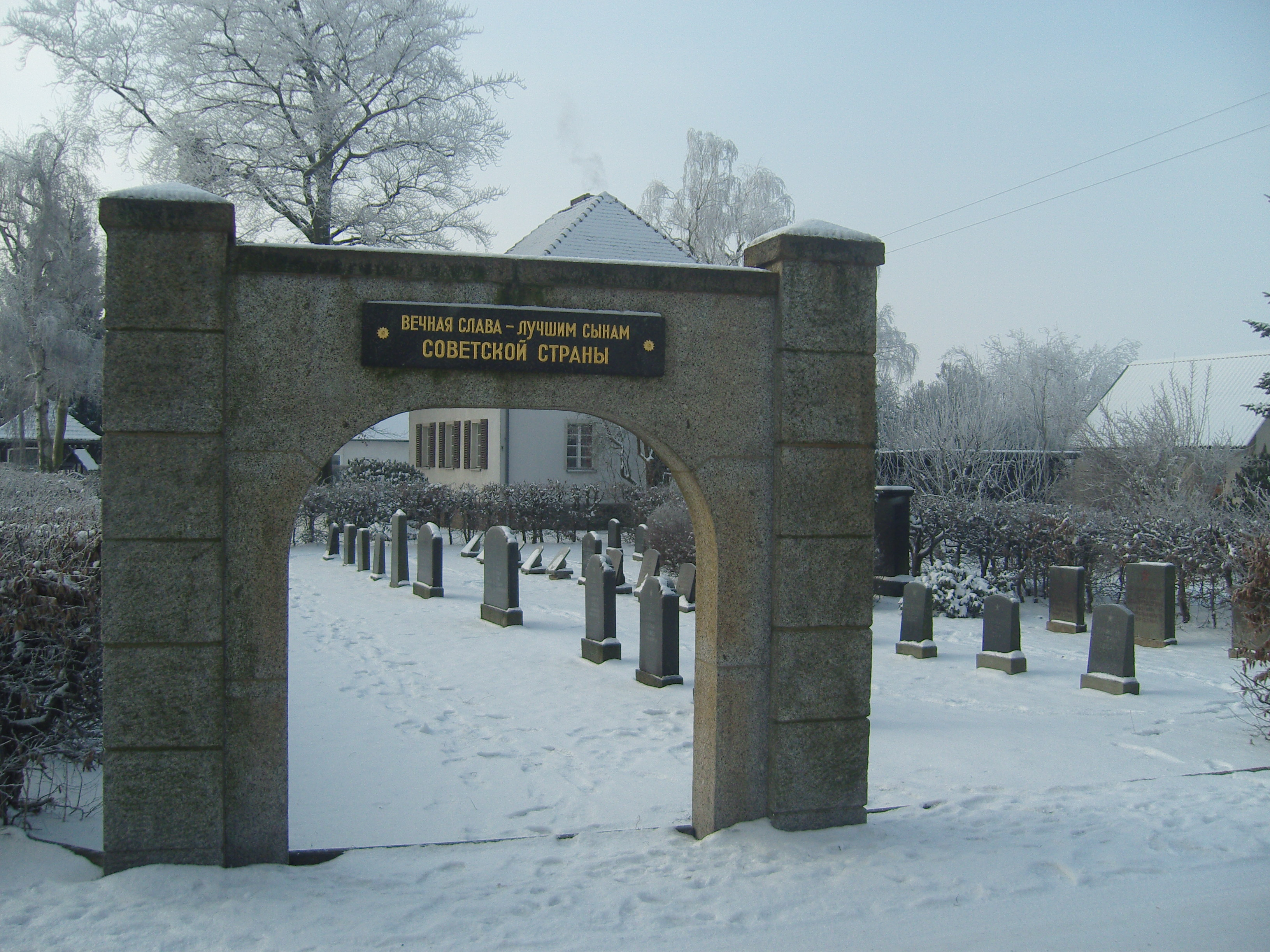
Советское военное кладбище в Саксонии
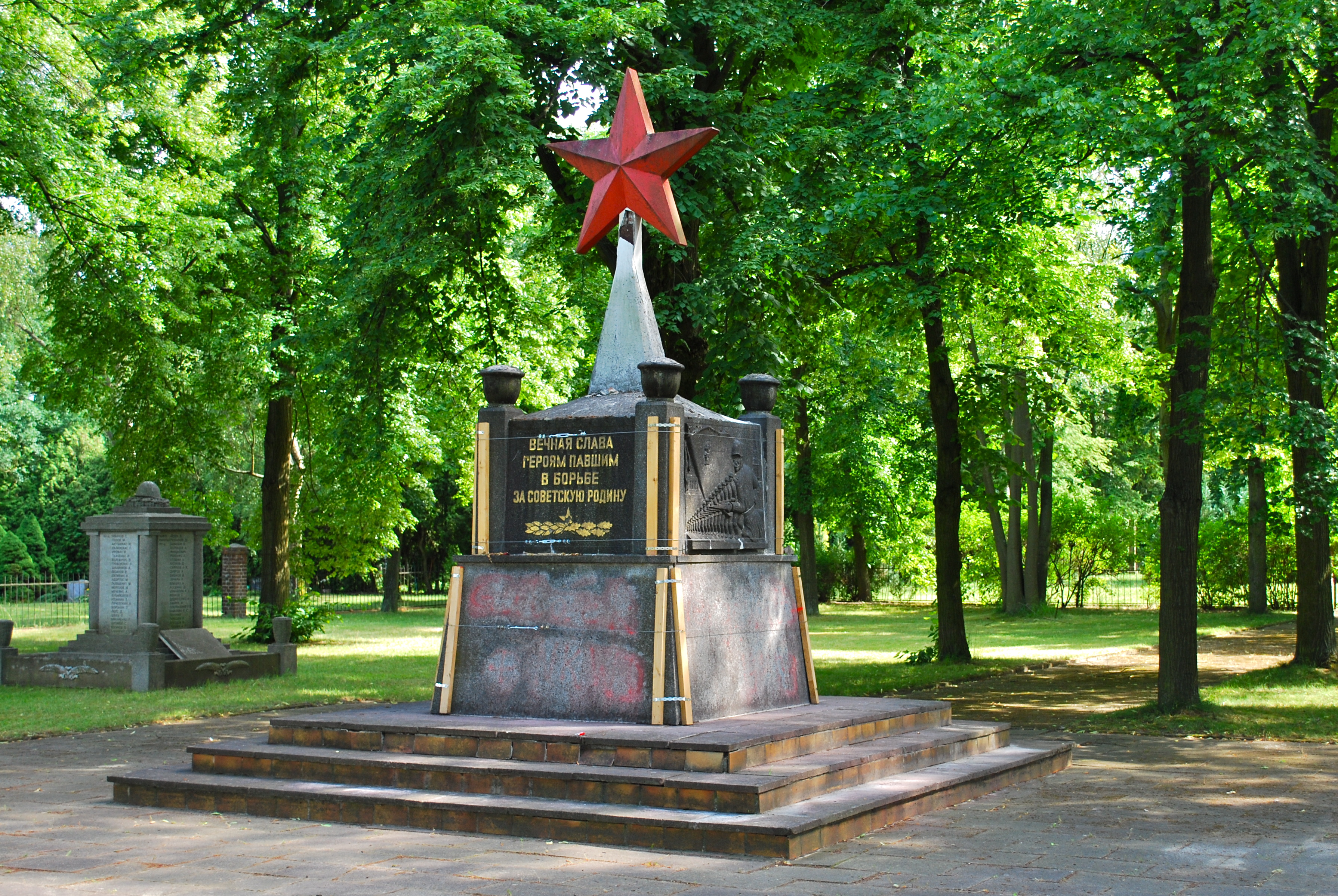
Памятник в Далльгов
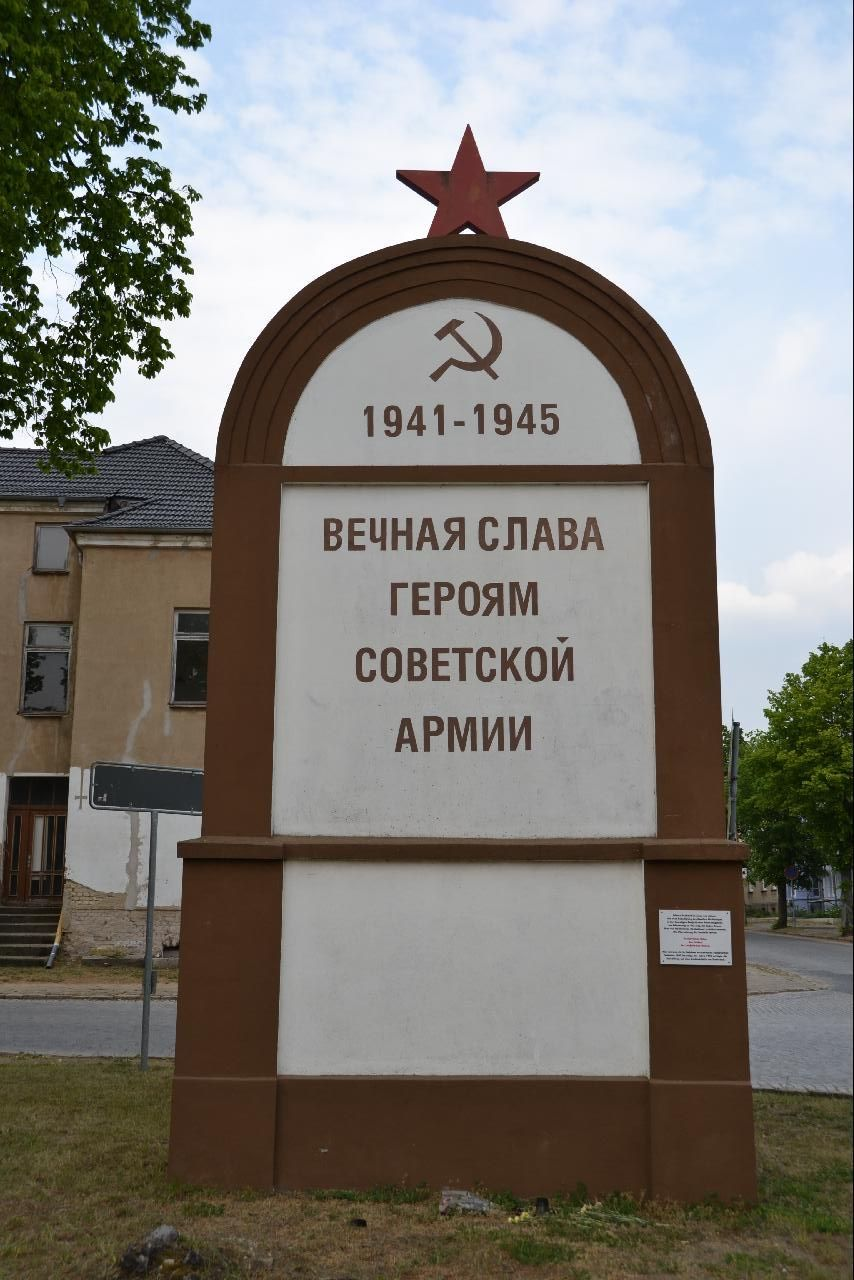
Мальхов (Мекленбург)
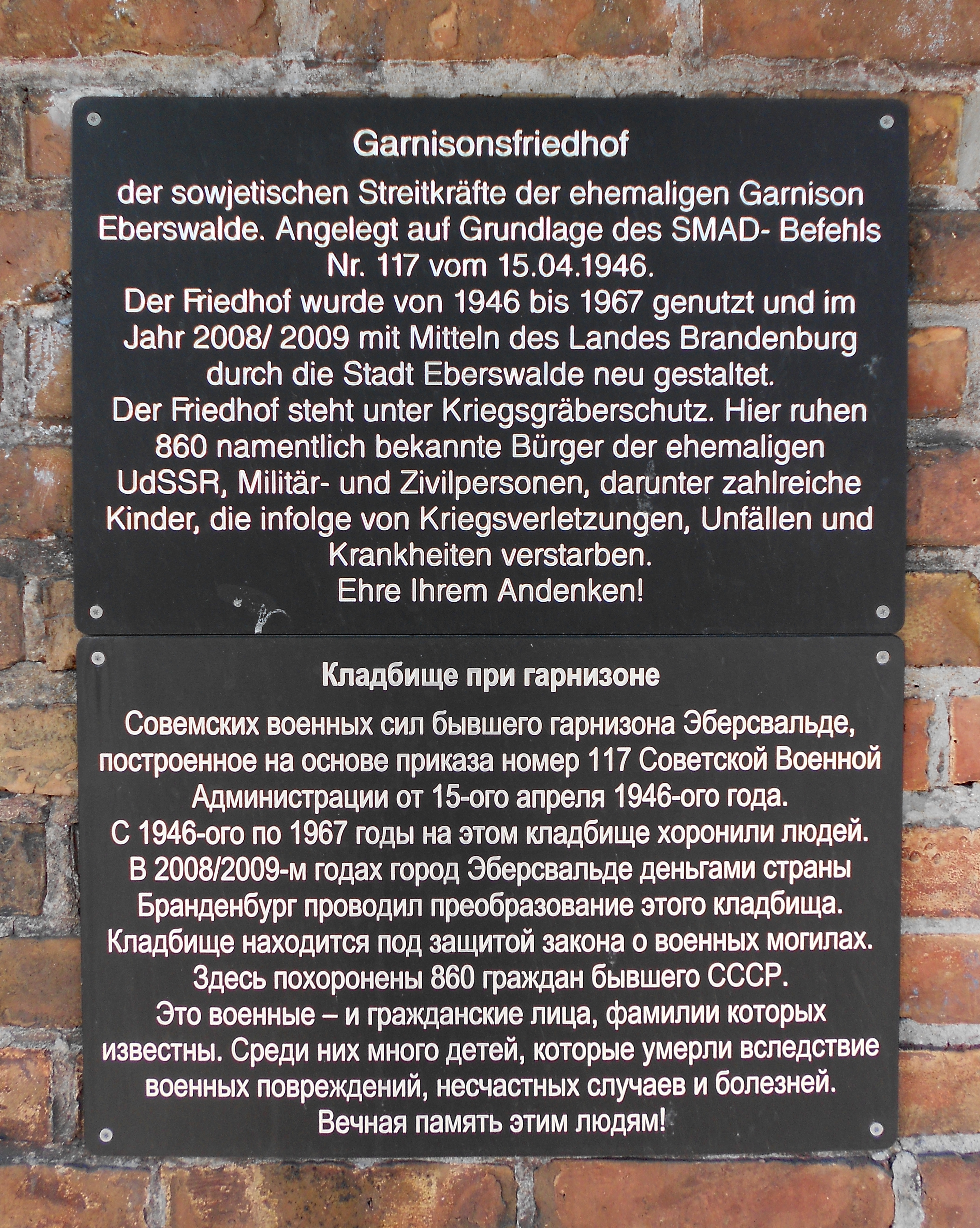
Эберсвальде
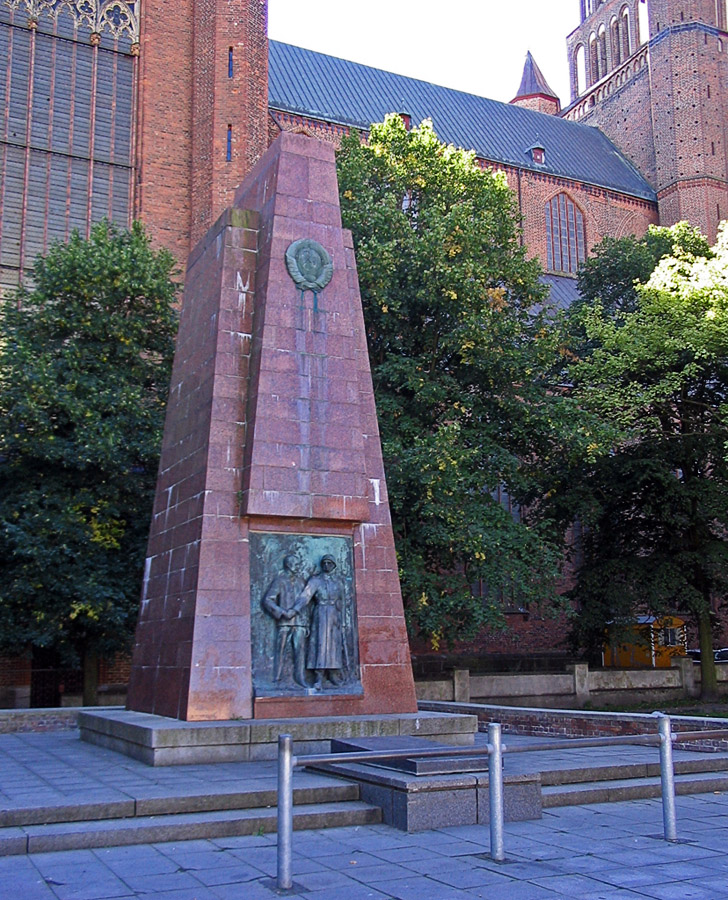
Памятник в Штральзунде
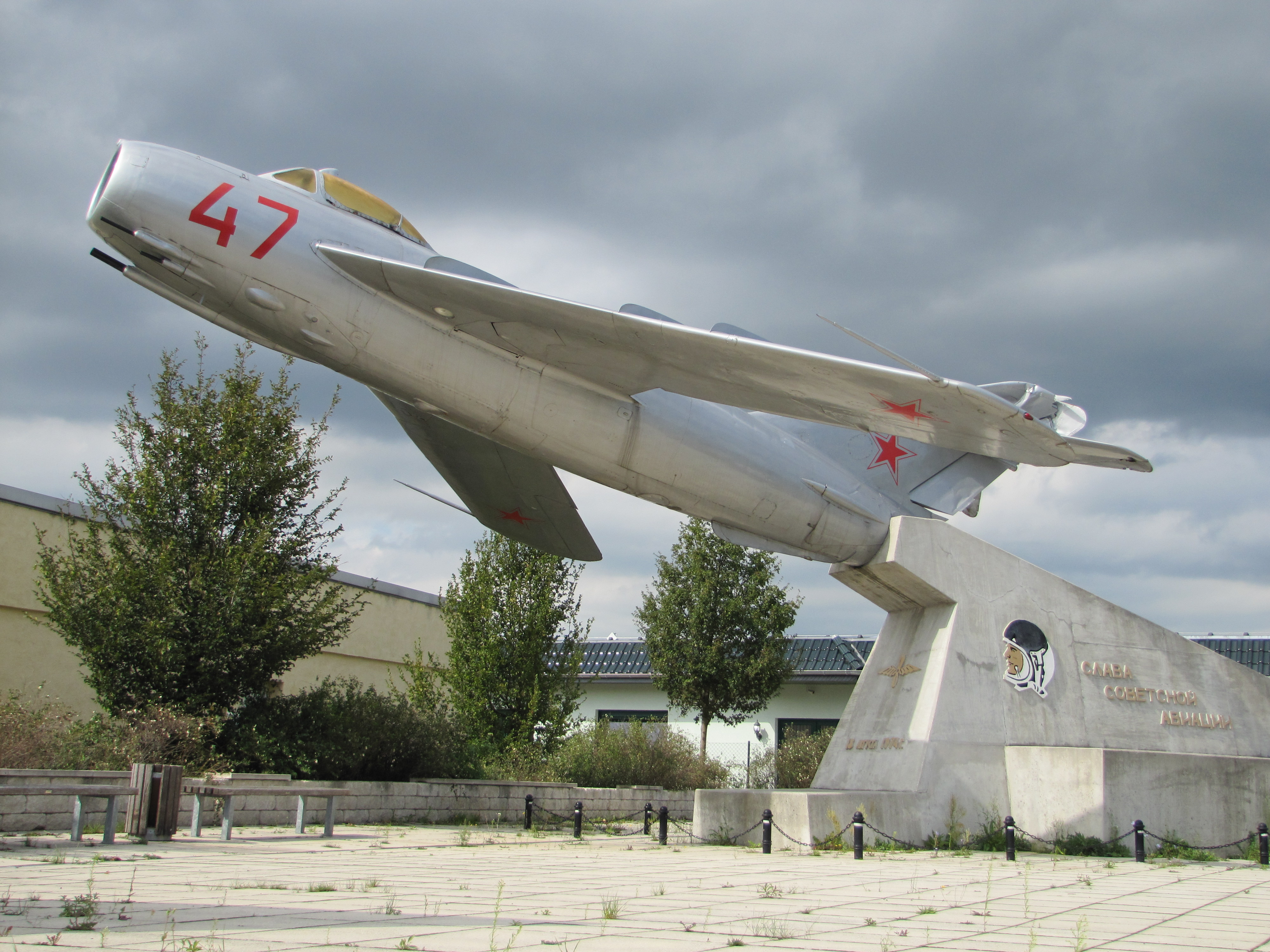
Памятник в Гросенхайне
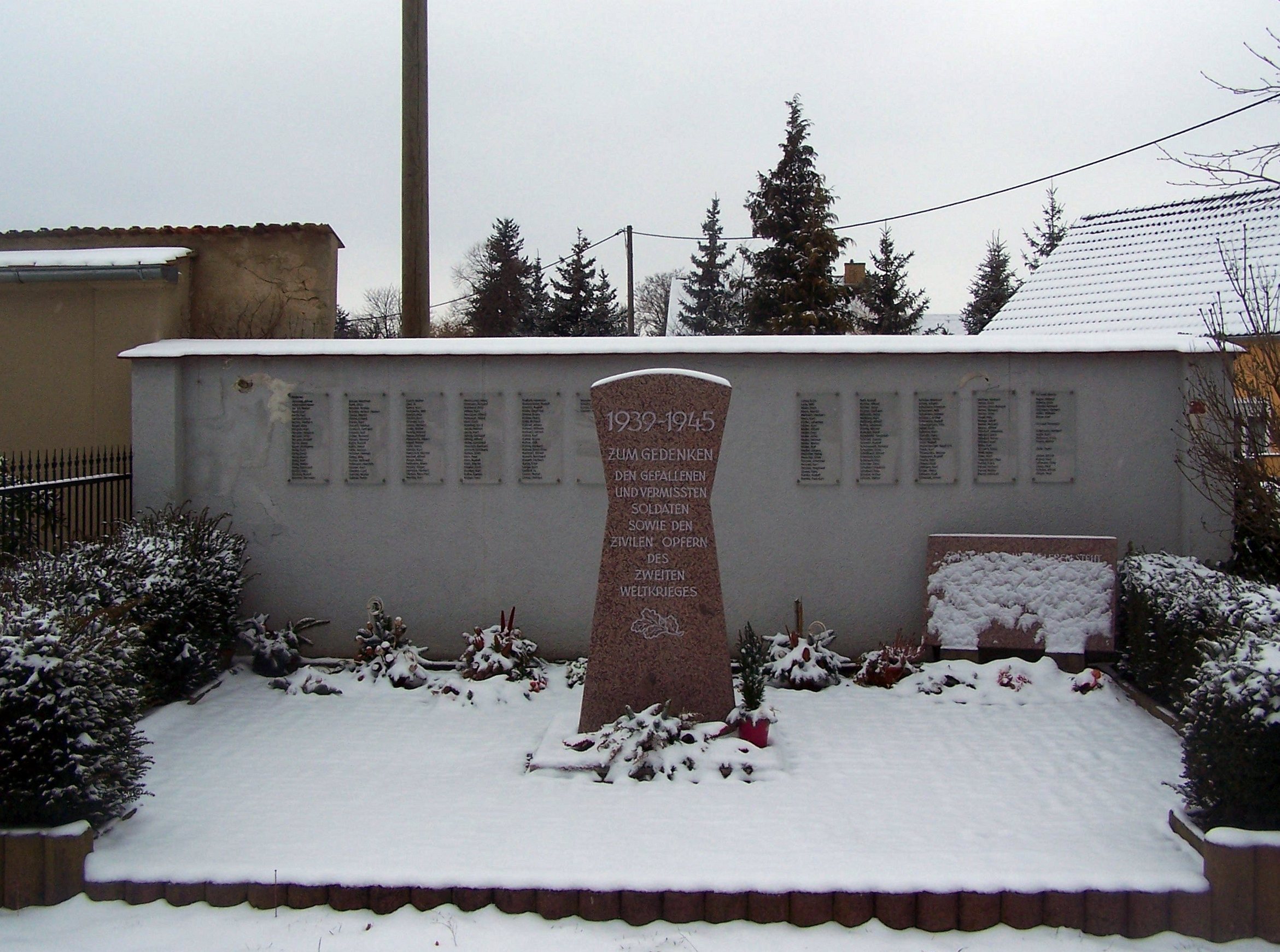
Памятник в Цайтхайне
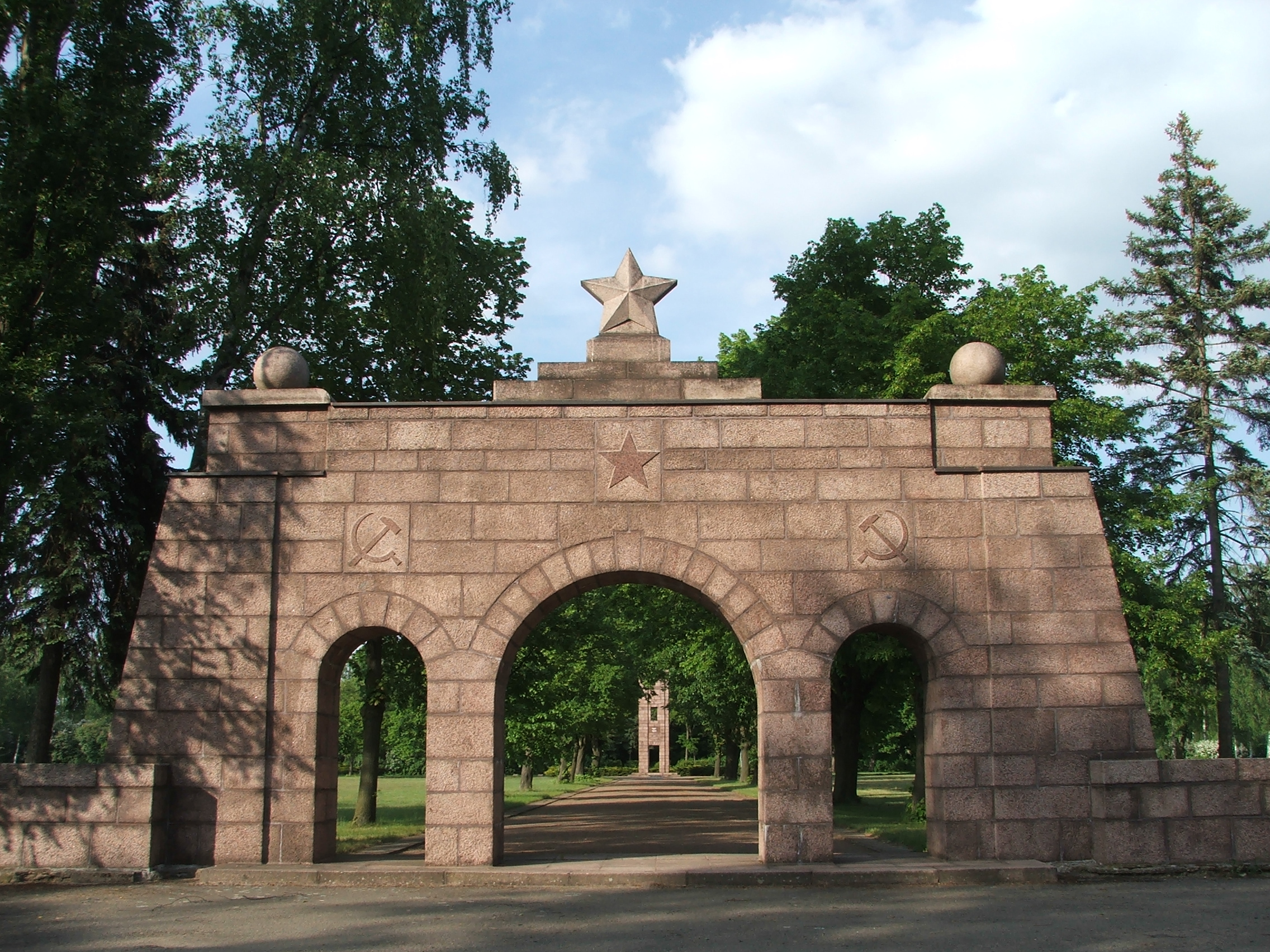
Мемориал Ehrenhain и захоронения в Цайтхайне
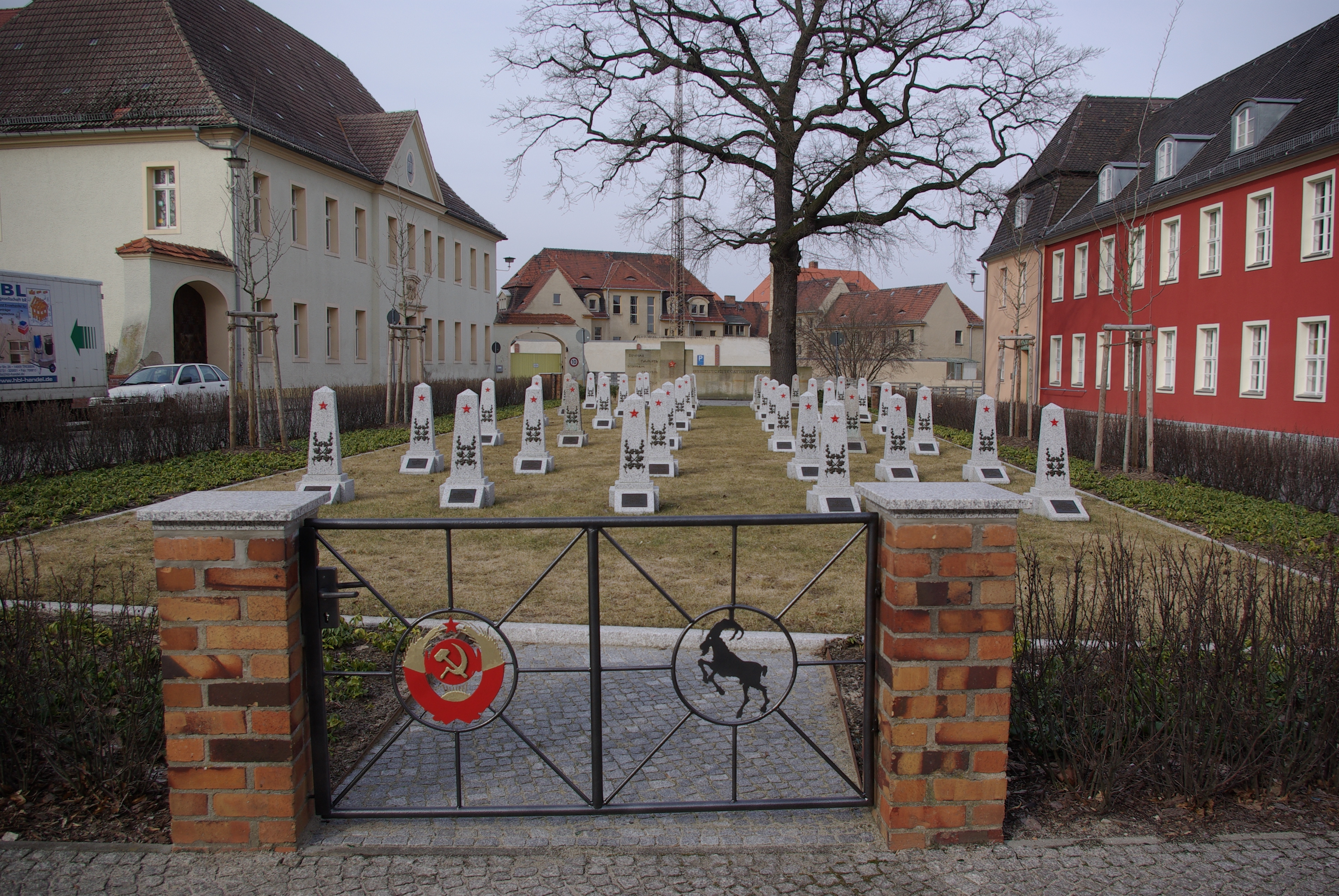
Могилы советских солдат в Йютербоге
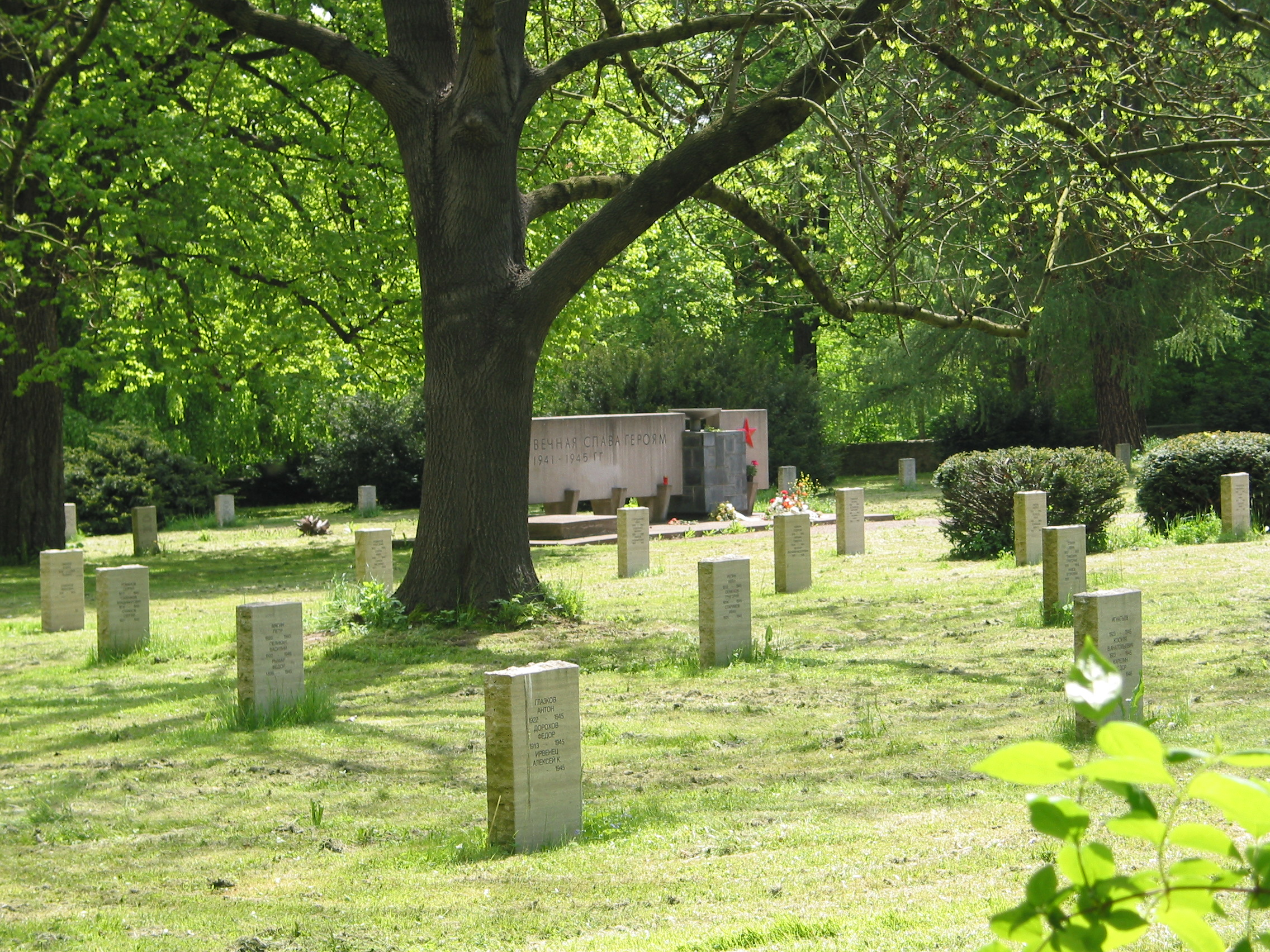
Советское военное кладбище в Веймаре
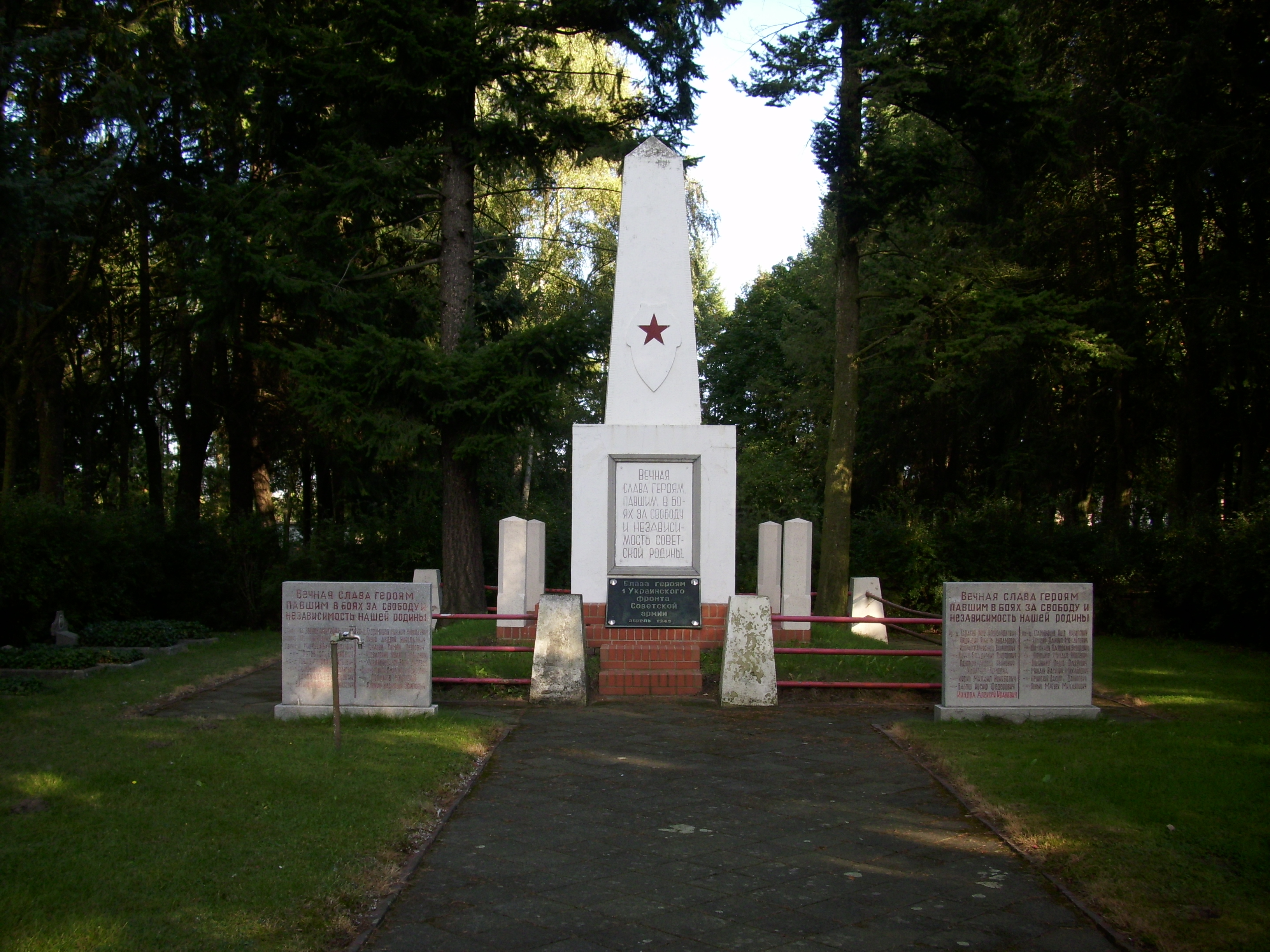
Памятник павшим воинам в Бранденбурге
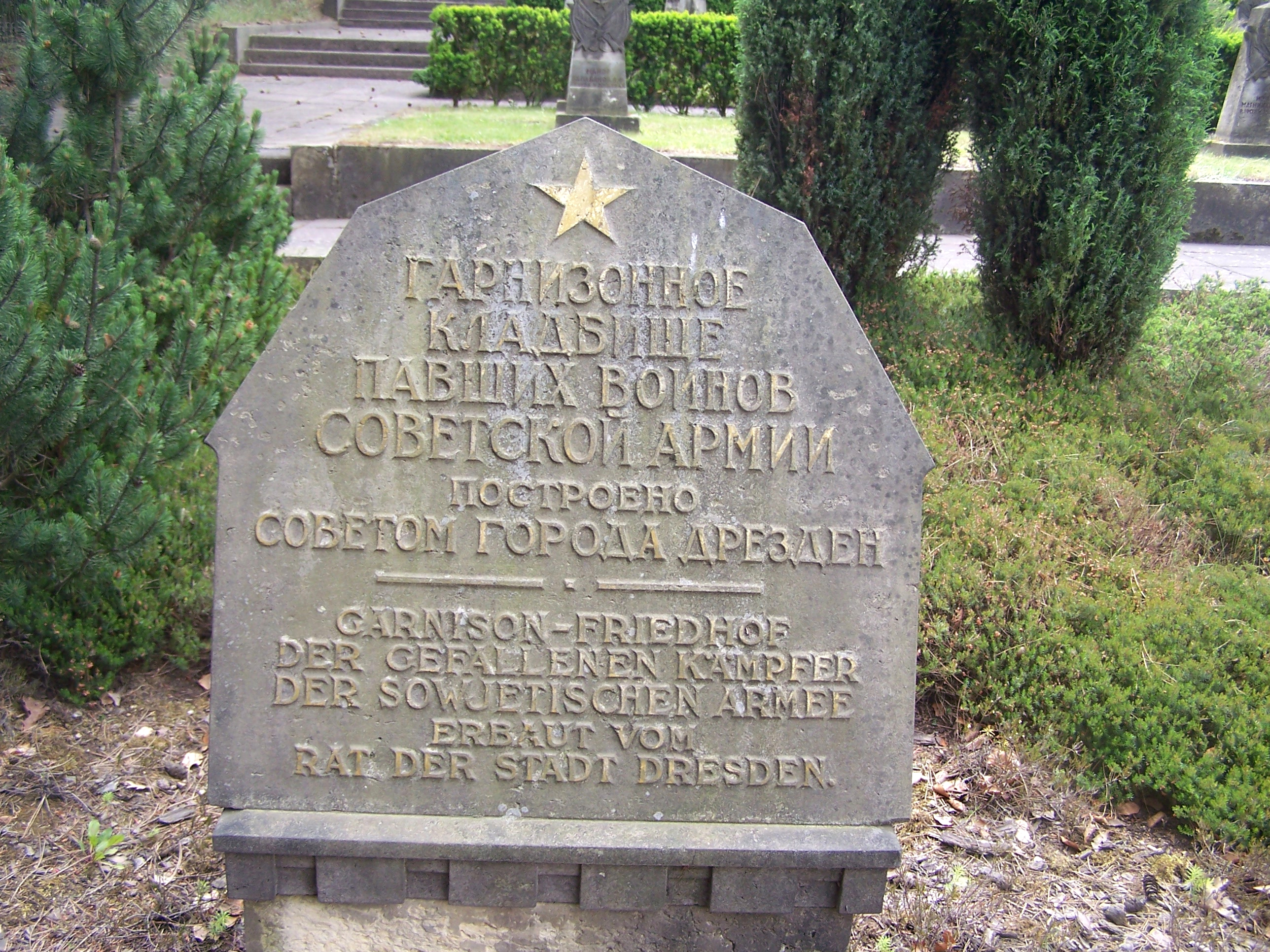
Советское военное кладбище в Дрездене
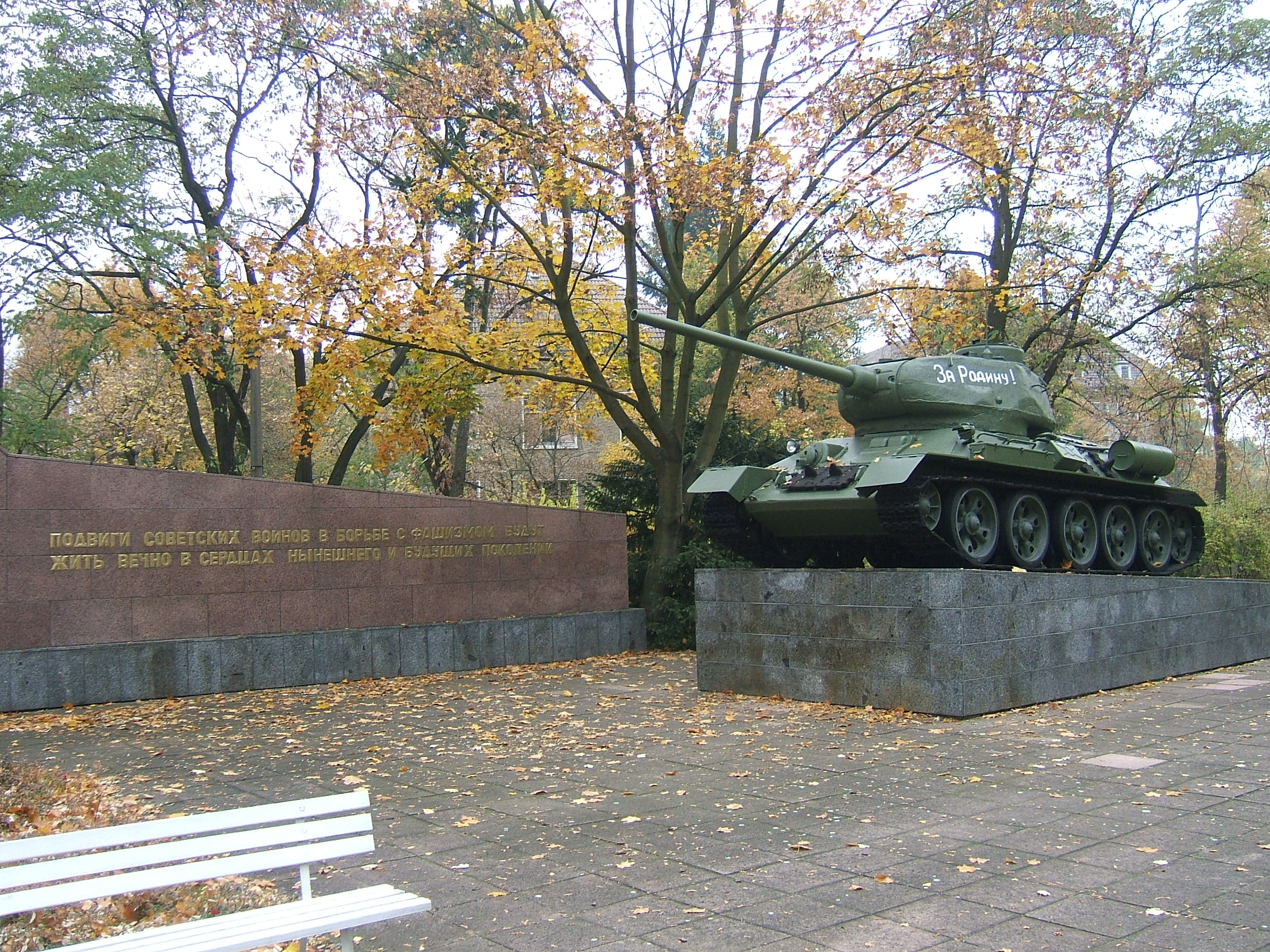
Памятник Т-34 в музее «Берлин-Карлсхорст»
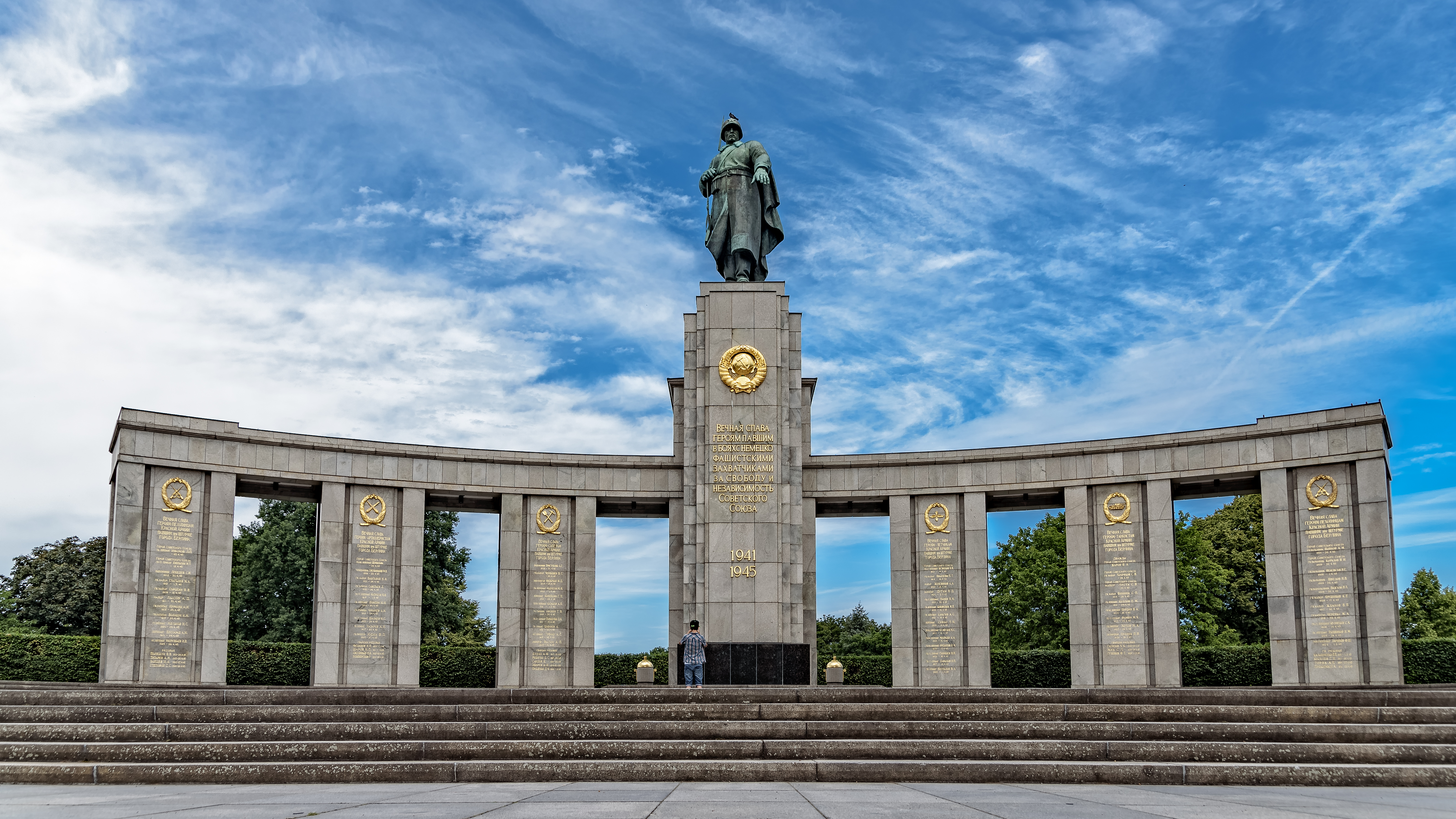
Мемориал павшим советским воинам в Тиргартене
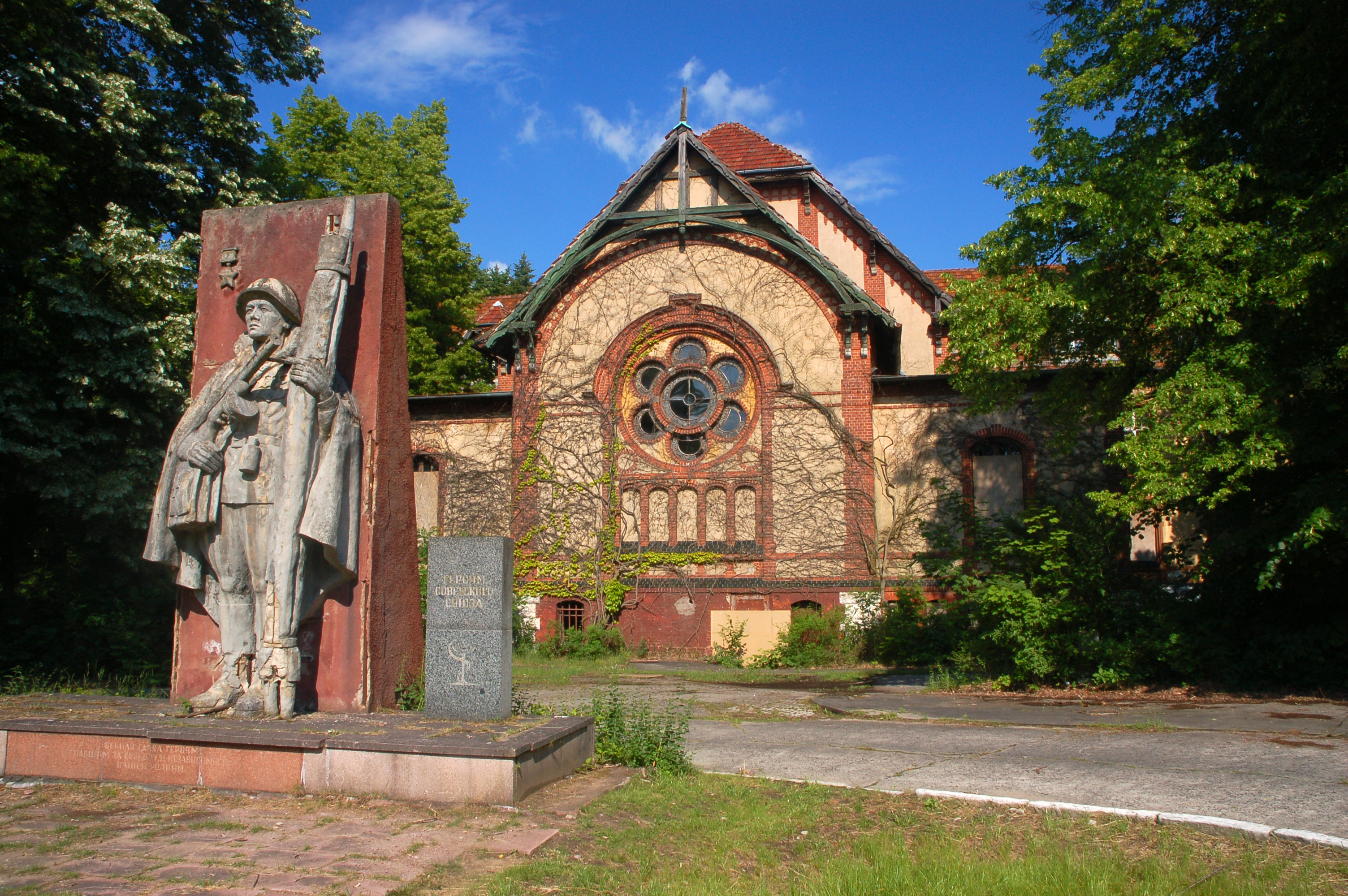
Памятник военврачам-героям, Белиц

## Ссылки

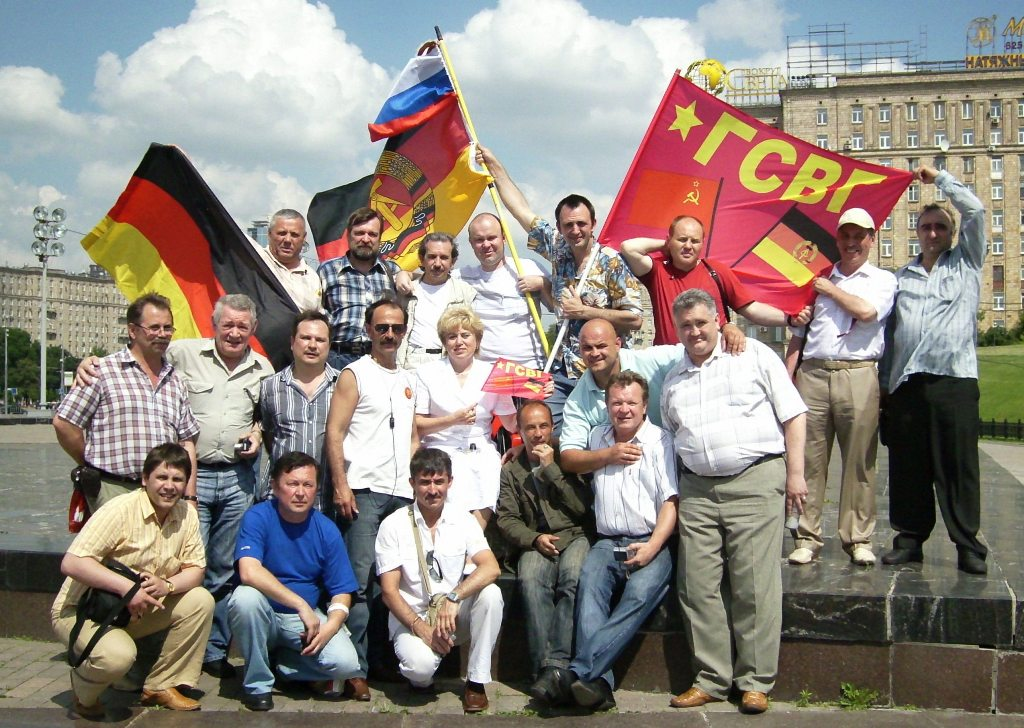
Встреча ветеранов ГСВГ.
Москва, Поклонная гора, 2009 год